# Neu-Ulm

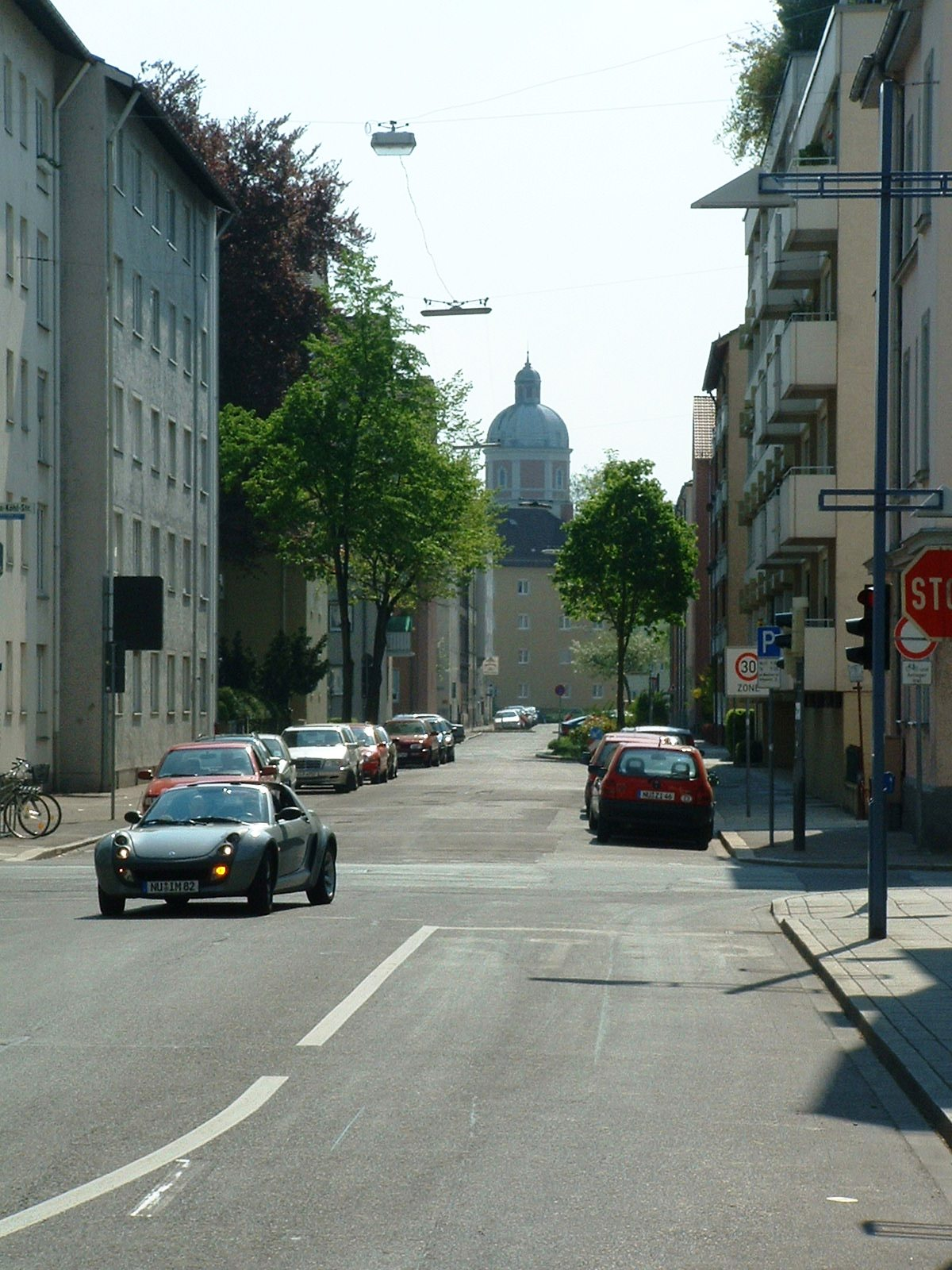
Blick durch die Friedenstraße auf den Wasserturm

Neu-Ulm ist eine Große Kreisstadt und der Verwaltungssitz des Landkreises Neu-Ulm im bayerischen Regierungsbezirk Schwaben. Die Hochschulstadt liegt an der Westgrenze Bayerns am rechten Donauufer gegenüber der zu Baden-Württemberg gehörenden Großstadt Ulm. Per 31. Dezember 2024 hatte Neu-Ulm 62.641 Einwohner. Nach Augsburg und Kempten (Allgäu) ist Neu-Ulm die drittgrößte Stadt des Regierungsbezirks.
Die Ursprünge der südlichen Donaustadt gehen zurück auf das Jahr 1810, als Ulm württembergisch wurde und die Siedlungen rechts der Donau bei Bayern verblieben. Heute ist Neu-Ulm eines von 23 Oberzentren in Bayern und bildet mit Ulm ein länderübergreifendes Doppelzentrum mit 191.722 Einwohnern (Stand Dezember 2023). Seit dem Abzug der US-Streitkräfte 1991 befindet sich die Stadt in einem städtebaulichen Wandel, der durch verschiedene Großprojekte wie Umbau des Bahnareals mit Neu-Ulm 21 oder auch die Landesgartenschau 2008 geprägt wurde.

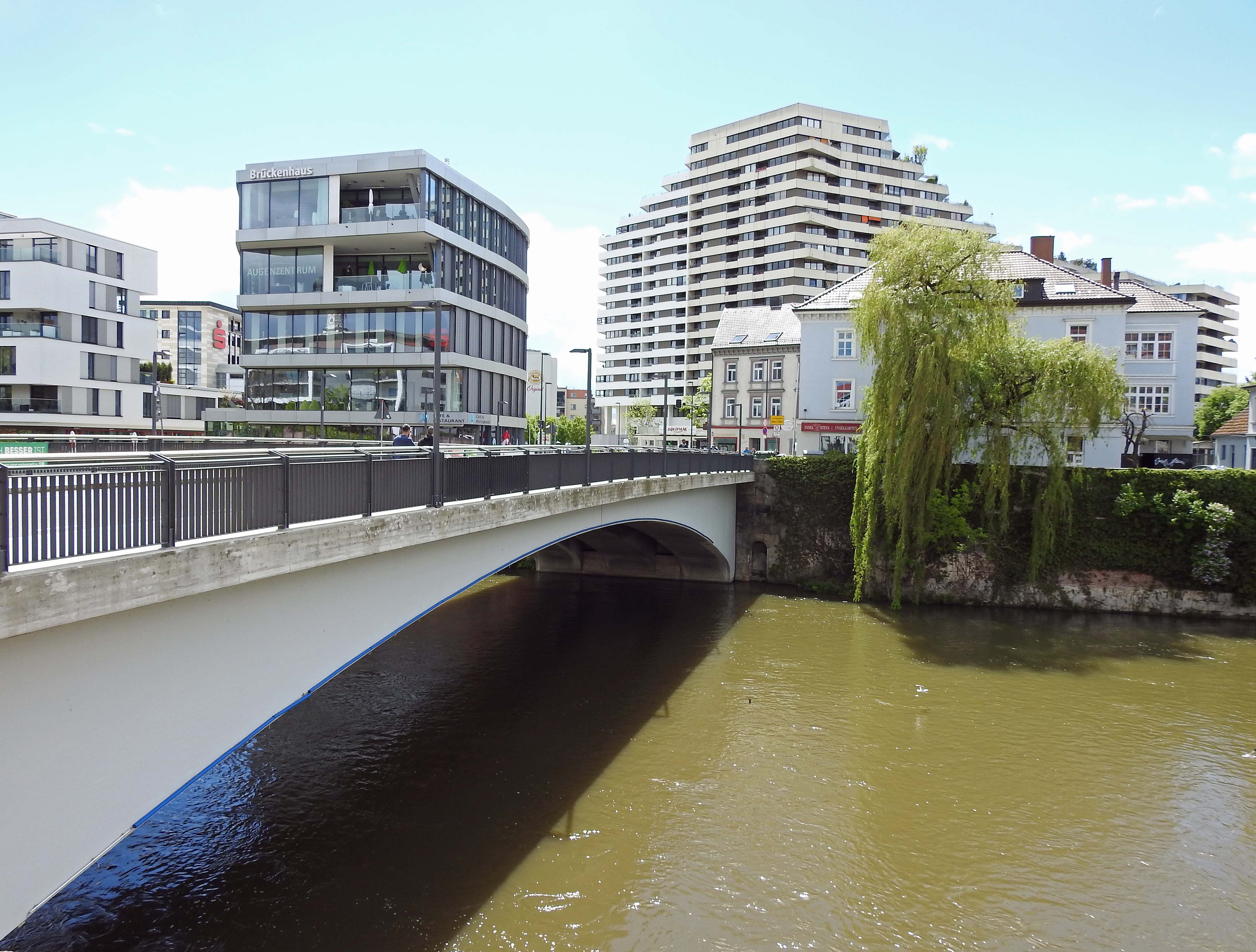
Neu-Ulm an der Donau

## Überblick zur Stadtentwicklung
Als Ulm nach dem Pariser Vertrag vom 28. Februar 1810 zum Königreich Württemberg kam, blieben die rechts (südöstlich) der Donau gelegenen Siedlungen bei Bayern. Sie entwickelten sich rasch – insbesondere durch den 1841 beschlossenen Bau der Bundesfestung Ulm – und wurden 1853 an die Eisenbahnstrecke nach Augsburg angeschlossen. Unter König Ludwig II. wurde Neu-Ulm 1869 zur Stadt erhoben und erhielt eine bis zu etwa 2.500 Mann starke Garnison. Als diese nach dem Ersten Weltkrieg aufgelöst wurde, kämpfte die Stadt erfolgreich gegen den Abschwung und wurde ab 1925 durch Betriebsansiedlungen allmählich zu einem Zentrum der Industrie. Basis dafür waren die 1900 mit dem markanten Neu-Ulmer Wasserturm gesicherte Wasserversorgung und das Durchbrechen der Festungsmauern 1906. Die bis dahin kreisfreie Stadt Neu-Ulm wurde durch die bayerische Gebietsreform 1972 in den Landkreis Neu-Ulm eingegliedert und zur Großen Kreisstadt.

## Geografie

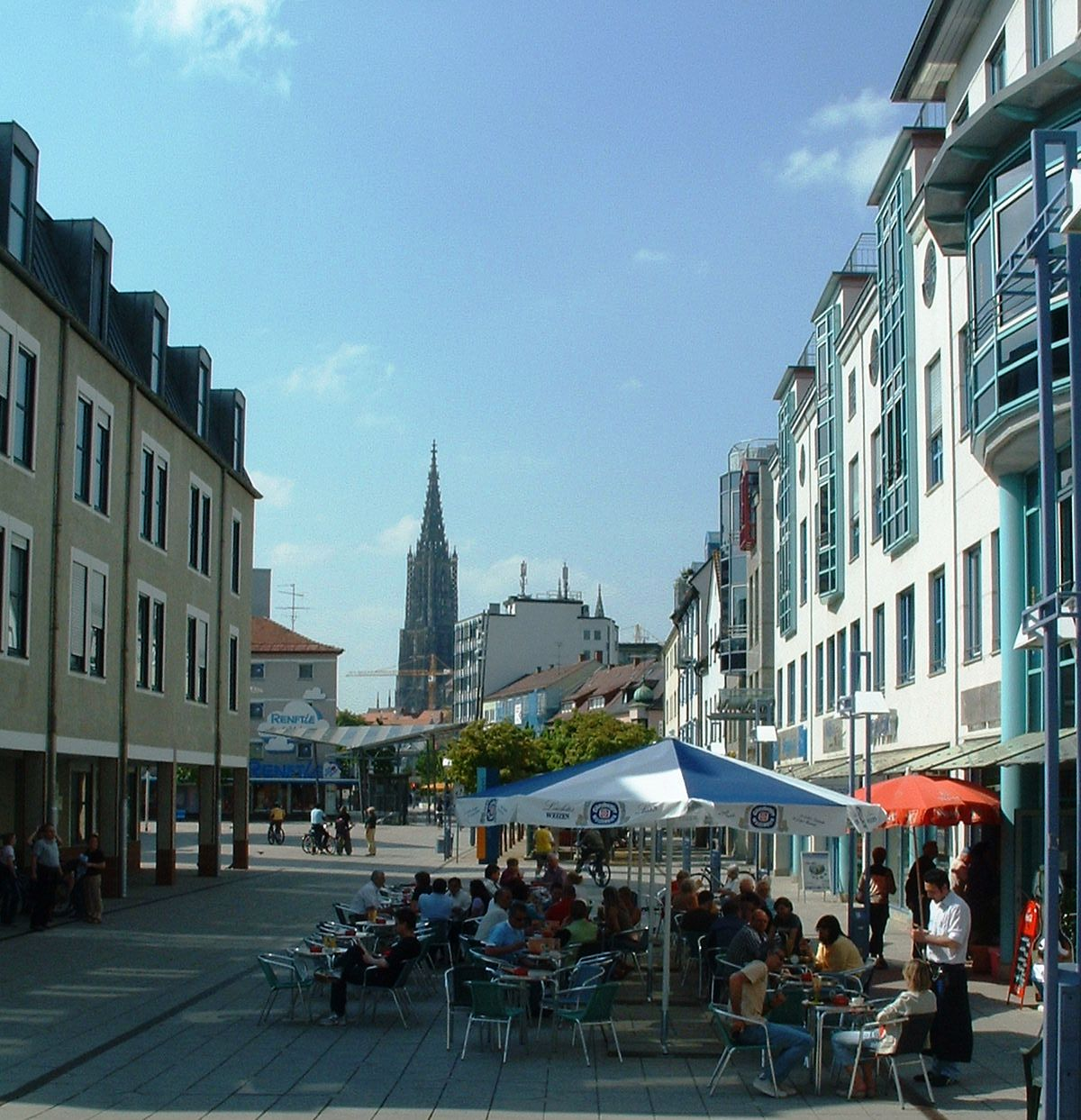
Blick über den Petrusplatz Neu-Ulm nach Ulm

### Verhältnis zu Ulm und dem Landkreis
Das heutige Neu-Ulm weist außer dem „City“-Bereich noch weitere elf amtlich benannte Gemeindeteile auf, die zu drei Vierteln erst im letzten Drittel des 20. Jahrhunderts eingemeindet wurden. Viele Gebiete sind vom Charakter her eher ländlich geblieben. In den Anfängen der kurzen, erst 200-jährigen Entwicklungsgeschichte hatten einige wesentlich ältere, heute zu Neu-Ulm gehörende Orte wie Pfuhl größere Bedeutung. Auch wirken sich Bedeutung und Größe des direkt benachbarten Ulm aus. So ergeben sich immer wieder Diskussionen, inwieweit sich Neu-Ulm bezüglich des ÖPNV, der Energie- und Wasserversorgung oder auch im kulturellen Bereich gegenüber der Nachbarstadt behaupten kann und ob die Beteiligung an den Kosten angemessen ist.

### Flächenstatistik und Stadtgliederung
Die Stadtfläche beträgt 8099 ha, davon sind ca. 3975 ha landwirtschaftlich genutzte Flächen, ca. 1870 ha voll- bzw. teilversiegelte Flächen (Wohngebäude, Industrie- und Gewerbeflächen, Straßen und Wege, Schienenwege, Plätze), ca. 1270 ha Wald und Gehölzflächen, ca. 307,5 ha für Sport/Freizeit/Erholung, ca. 236,5 ha Gewässer (stehend und fließend) sowie ca. 440 ha sonstige genutzte oder nicht nutzbare Flächen. Das Stadtgebiet ist in neun Gemarkungen geteilt; es existieren 686 Straßennamen und 24.093 Flurstücke.

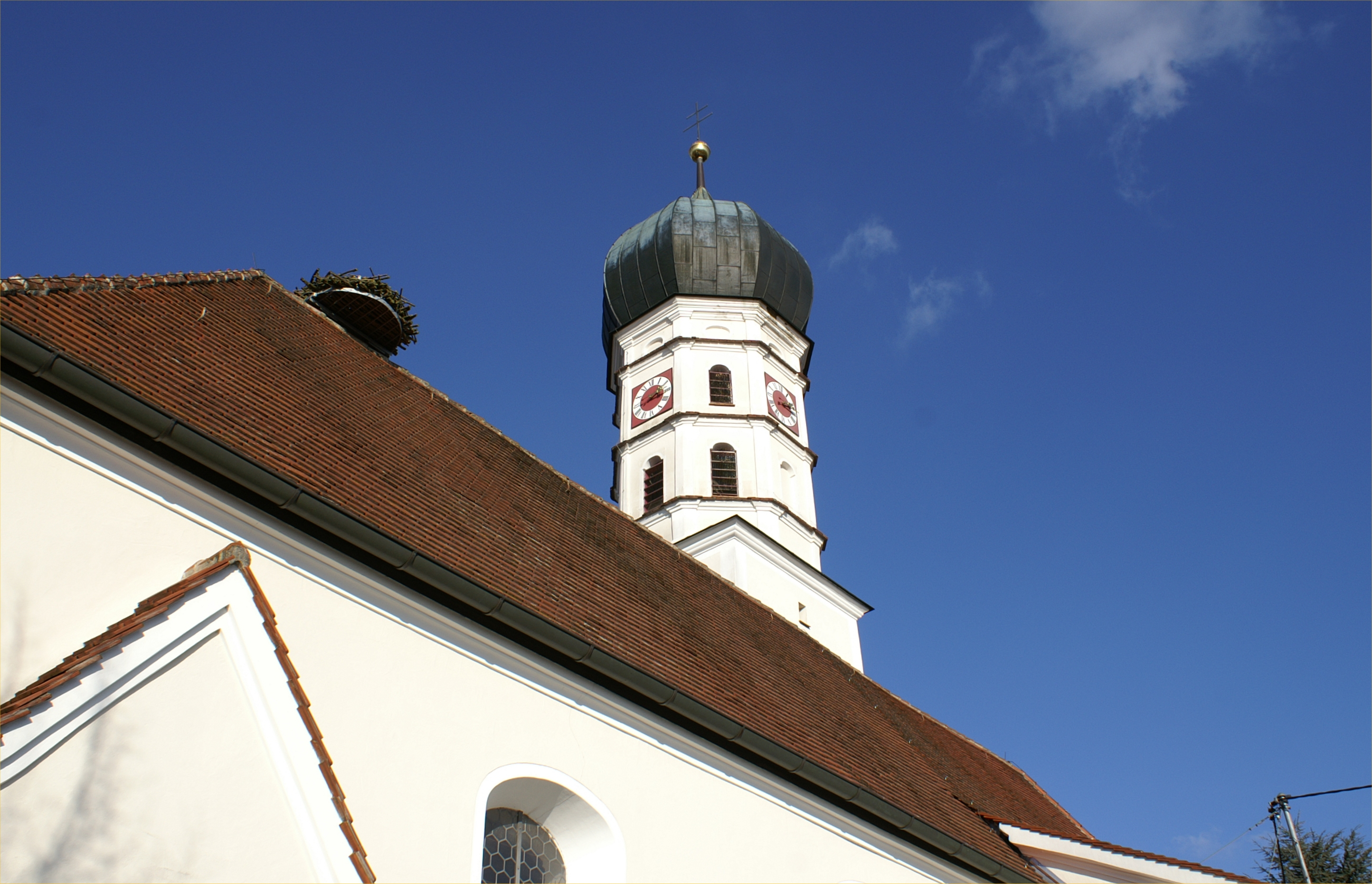
Sankt-Mammas-Kirche in Finningen

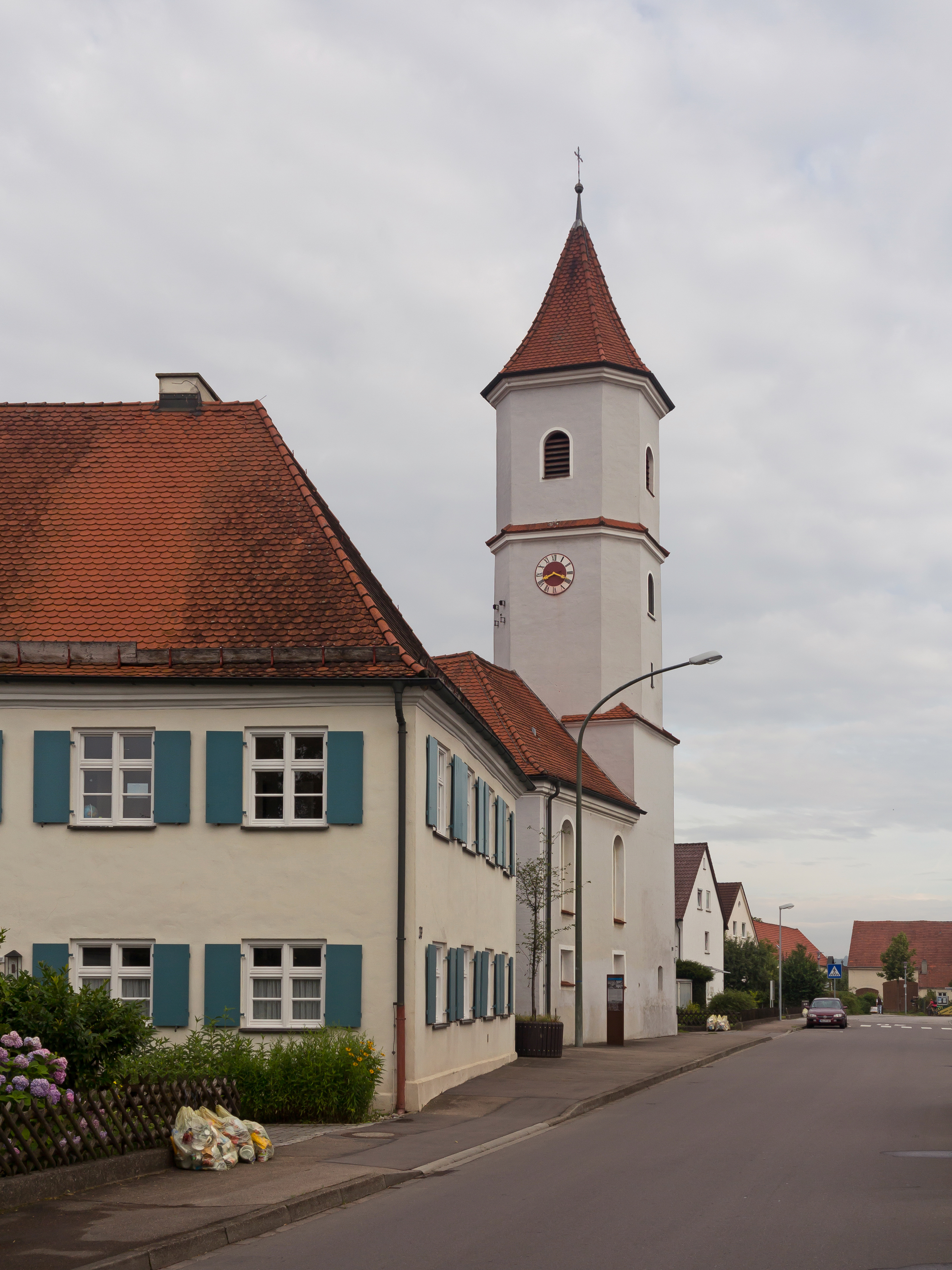
Burlafingen, Pfarrkirche Sankt Jakobus

Die Gemeinde hat 23 Gemeindeteile (in Klammern ist der Siedlungstyp angegeben):
- Breithofen (Einöde)
- Burlafingen (Pfarrdorf)
- Finningen (Pfarrdorf)
- Gerlenhofen (Pfarrdorf)
- Harzerhof (Einöde)
- Hausen (Kirchdorf)
- Häuserhof (Einöde)
- Holzschwang (Pfarrdorf)
- Jedelhausen (Dorf)
- Lindenhof b.Neu-Ulm (Einöde)
- Ludwigsfeld (Pfarrdorf)
- Marbach (Weiler)
- Neu-Ulm (Hauptort)
- Neubronn (Schloss)
- Offenhausen (Pfarrdorf)
- Pfuhl (Pfarrdorf)
- Reutti (Pfarrdorf)
- Riedhöfe (Einöde)
- Schwaighofen (Dorf)
- Steinheim (Pfarrdorf)
- Tiefenbach (Weiler)
- Weiler (Einöde)
- Werzlen (Siedlung)

Das Wiley ist ein Wohn- und Geschäftsviertel im Gemeindeteil Ludwigsfeld.

## Geschichte

### Entstehung Neu-Ulms
Das rechtsseitige Donauufer gehörte bis 1802 zur Reichsstadt Ulm und wurde vielseitig genutzt. Der westliche Teil der in der Donau gelegenen Insel, die als Der Schwal bekannt war und immer noch so genannt wird, war ein Vorwerk der Ulmer Stadtbefestigung und sicherte den Donauübergang. Ihr östlicher Teil diente als Floß- und Schiffsgelände. Am Donauufer westlich der Insel lagen die Werkstätten der Ulmer Schiffleutezunft, die Schopperplätze. Dort wurden die Ulmer Schachteln gebaut. Neben den Gebäuden der Ulmer Schützen, den Schießhäusern, befanden sich auf dem Gebiet des heutigen Stadtkerns Gärten von Ulmer Bürgern. An die Gärten schloss sich ein schmaler Ackerland-Bereich an, der ins Ulmer Ried mit seinen Weideflächen überging.
Die Neuordnung Europas durch Napoleon wirkte sich auch in Ulm aus. 1802, noch vor der Verkündung des Reichsdeputationshauptschlusses von 1803, verlor die Stadt ihre Unabhängigkeit und wurde dem Kurfürstentum Bayern eingegliedert.
Im Vertrag von Compiègne vom 24. April 1810, der maßgeblich unter dem Druck Napoleons zustande kam, wurde zwischen den Königreichen Bayern und Württemberg ein Gebietsaustausch vereinbart. Ein Staatsvertrag zwischen Bayern und Württemberg vom Mai 1810 regelte die Einzelheiten. Bayern trat die Hoheit über die Stadt Ulm und Teile Oberschwabens an Württemberg ab. Die Grenzziehung erfolgte in der Mitte der Donau. Dabei blieben die Insel und die Besitzungen Ulms am rechten Ufer der Donau bei Bayern.
Offiziell bestimmte der bayerische Generalkommissär Karl Ernst Freiherr von Gravenreuth den 22. April 1811 als den Tag, an dem die aus dem ehemaligen Ulmer Gebiet entstandene Gemeinde „beginnen soll, politisch zu existieren“.

### Entwicklung zur Stadt
Zunächst bestand der Ort aus wenigen Gärten, Höfen und Wirtshäusern. Anfangs hieß die Kongregation Ulm am rechten Donauufer, 1814 wurde der Name Neu-Ulm erstmals aktenkundig vermerkt. Bis zu den 1830er Jahren hatte sich ein kleiner Siedlungskern ausgebildet.
Der Aufschwung kam erst einige Jahrzehnte später in Gang: 1841 beschloss die Frankfurter Bundesversammlung den Bau der Bundesfestung Ulm mit einem Brückenkopf auf bayerischer Seite. Auf Betreiben König Ludwigs I. wurde die Ortschaft Neu-Ulm in die Festung einbezogen. Von 1844 bis 1857 entstanden die ausgedehnten Festungsanlagen, auf bayerischer Seite nach Plänen von Festungsbaudirektor Major von Herdegen und dessen Nachfolger Ingenieurmajor Theodor Ritter von Hildenbrandt. Der geschlossene innere Ring (Enceinte) wurde als halbes Achteck mit vier geraden Fronten ausgeführt. Zudem wurden drei vorgelagerte Festungswerke erbaut: Werk 12 Schwaighofen, Werk 13 Ludwigsvorfeste und Werk 14 Illerkanal. Neu-Ulm wurde Garnison, es rückten das 12. Infanterieregiment Prinz Arnulf sowie Chevaulegers und Fußartillerie ein.
1853 wurde Neu-Ulm an die Bayerische Maximiliansbahn nach Augsburg angeschlossen. Nach Fertigstellung der Eisenbahnbrücke über die Donau wurde die Strecke 1854 nach Ulm verlängert und so mit dem Schienennetz der Königlich Württembergischen Staats-Eisenbahnen verbunden. An der Südseite des Bahnhofsgeländes in Ulm entstand ein „Bayerischer Bahnhof“. 1857 erhielt Neu-Ulm ein Stadtwappen. Von 1857 bis 1860 wurde die katholische Kirche St. Johann Baptist in neuromanischem Stil erbaut. Die evangelische Petruskirche wurde von 1863 bis 1867 in neugotischem Stil errichtet. Beide wurden als Backsteinbauten ausgeführt.
In den Jahren von 1840 bis 1870 wurden zahlreiche Militärbauten errichtet. Dazu zählen der Festungsbauhof („Schirrhof“, 1845–1858), die Friedenskaserne („Zwölfer-Kaserne“, 1860–1867), die Chevauxlegers-Kaserne (1865–1867), das Garnisonslazarett (1862–1866), vom Proviantamt die Militärbäckerei 2 (1849) und die Magazine I (1852–1854, gleichzeitig Militärbäckerei 1), II (1861–1862) und III (1863–1864) und das Kriegsspital (1850–1854), das 1873 zur Artilleriekaserne wurde, außerdem das Offizierskasino an der Maximilianstraße.
1869 war die Verleihung des Stadtrechts durch König Ludwig II. erfolgt. Im Ortschaftenverzeichnis von 1888 werden noch das Dorf Ludwigsfeld und die Einöde Gurrenhof separat erwähnt. Ab 1908 gehörte auch die Landgemeinde Offenhausen dazu mit dem gleichnamigen Dorf und den Einöden Maierhof, Steinhäule und Striebelhof.

### Ausbau der Stadt

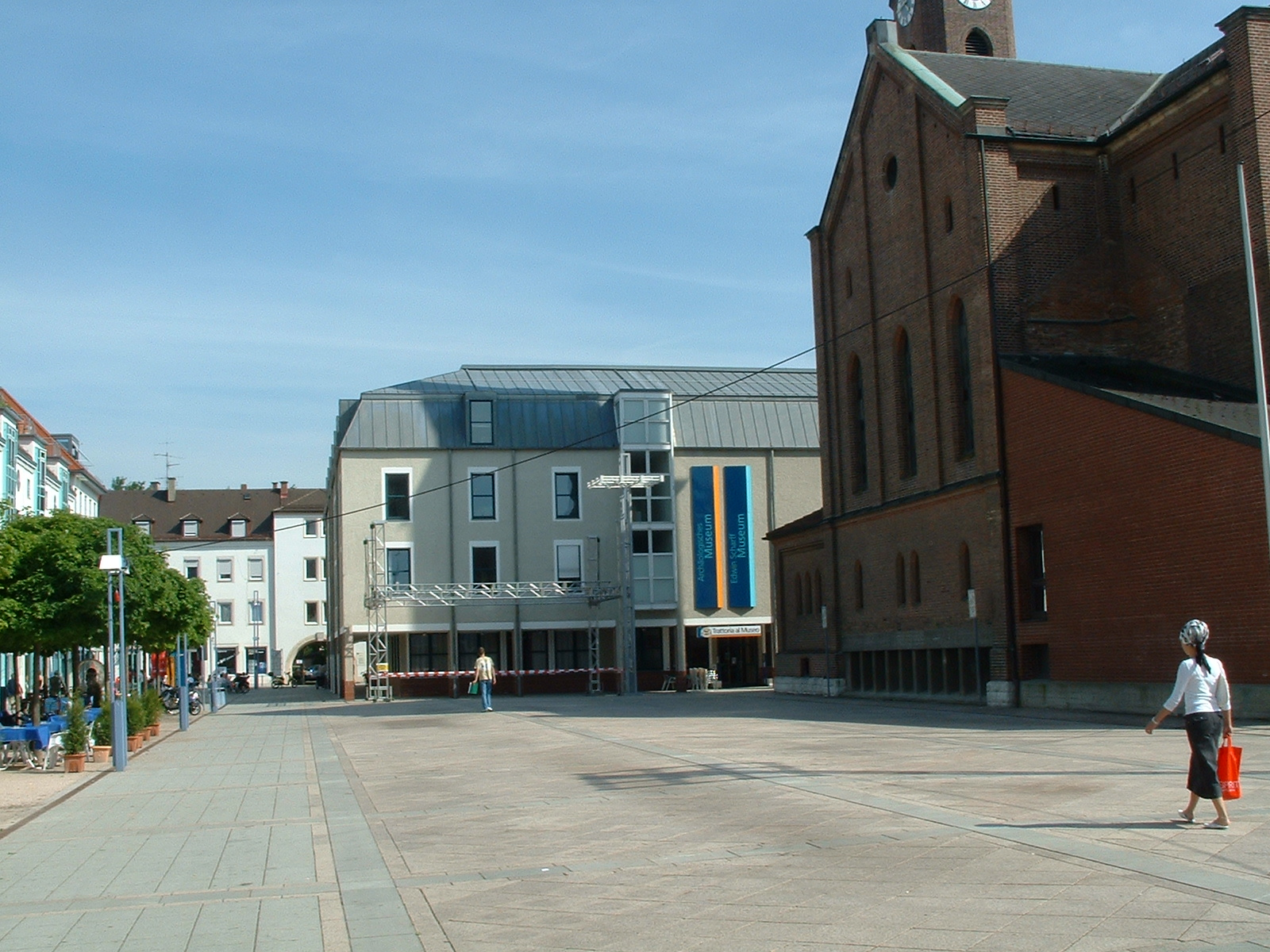
Petrusplatz Neu-Ulm 2005

Im Jahr 1885 wurde der Jurist Josef Kollmann Erster Bürgermeister. Es begann der Aufbau der kommunalen Einrichtungen, die Grundlage für die weitere Entwicklung der Stadt waren: 1887 wurde das städtische Krankenhaus errichtet, 1889 das Schlachthaus. 1891 wurde Neu-Ulm zur Stadt erster Klasse erhoben und damit kreisfrei. Ab 1897 verband eine Straßenbahnlinie die Bahnhöfe von Ulm und Neu-Ulm. Die Inbetriebnahme des Wasserturms im Jahr 1900 sicherte die städtische Wasserversorgung; der Turm entwickelte sich rasch zum Wahrzeichens der Stadt. 1906 durften endlich die Festungsmauern durchbrochen werden, Neu-Ulm konnte sich ausdehnen. 1907 wurde freies Gelände im Südosten des Stadtgebiets mit einem Industriegleis erschlossen. Durch Ansiedlung von Fabriken entwickelte sich daraus das Neu-Ulmer Industriegebiet. 1908 wurde Offenhausen (wieder) eingemeindet. Bei der Entfestigung 1909/1910 wurden die Festungsanlagen von der Bahnhofstraße bis zum Augsburger Tor geschleift. Auf den frei gewordenen Flächen ließ die Stadtverwaltung die Zentralschule und Wohnhäuser errichten. Das Augsburger Tor und der Donauanschluss blieben zunächst erhalten. Vor dem Tor entstand stadtseitig ein Platz, der den Namen Augsburger-Tor-Platz erhielt. 1912 wurde die neue Donaubrücke, die Gänstorbrücke, eingeweiht. Sie dient als direkte Verbindung zwischen den östlichen Gemeindeteilen von Neu-Ulm und Ulm und entlastet dadurch die Herdbrücke.
Nach dem Ersten Weltkrieg wurde die Garnison Neu-Ulm aufgelöst. 2.500 Verbraucher der ehemaligen Garnison fielen weg. Dies erforderte für die einseitig auf das Militär ausgerichtete Wirtschaft Neu-Ulms eine Neuorientierung. Binnen weniger Jahre hatte Neu-Ulm den Verlust der Garnison verkraftet. Es ging spätestens ab 1925 kontinuierlich wirtschaftlich aufwärts, hatte doch schon im 19. Jahrhundert Bürgermeister Kollmann die Weichen für den Aufbruch ins Industriezeitalter gestellt. Die bayerische Seite besaß gegenüber dem württembergischen Ulm eine weit bessere Versorgungslage in allen Belangen, kam allenfalls in Schwierigkeiten durch das württembergische „Hamsterwesen“. (Damals kostete ein Ei in Neu-Ulm neun Pfennig weniger als in Ulm, ein Liter Milch war in Neu-Ulm um 16 Pfennige billiger zu haben.) Neu-Ulm überstand den politischen Umbruch nach dem Ersten Weltkrieg mit dem Übergang zur Republik relativ problemlos, ebenso die Einquartierung hunderter Flüchtlinge. 1919 und in den Folgejahren überstieg die Nachfrage nach ausgebildeten Handwerkern stets die Zahl der Stellengesuche. Nach 1920 schnellte die Zahl der Industrie-Ansiedlungen schlagartig nach oben. Plötzlich wirkte sich der Abzug der Soldaten sogar positiv aus. Freiwerdende Gelände, die zahlreich vorhandenen Gleise und fast unbeschränkte Erweiterungsmöglichkeiten übten eine große Anziehungskraft aus. Die Stadtspitze (Oberbürgermeister Nuißl) wusste die Chancen zu nutzen. Die Bevölkerung wuchs weiter, der wirtschaftliche Umbruch wurde bewältigt. Neu-Ulm war eine wohlhabende Stadt.

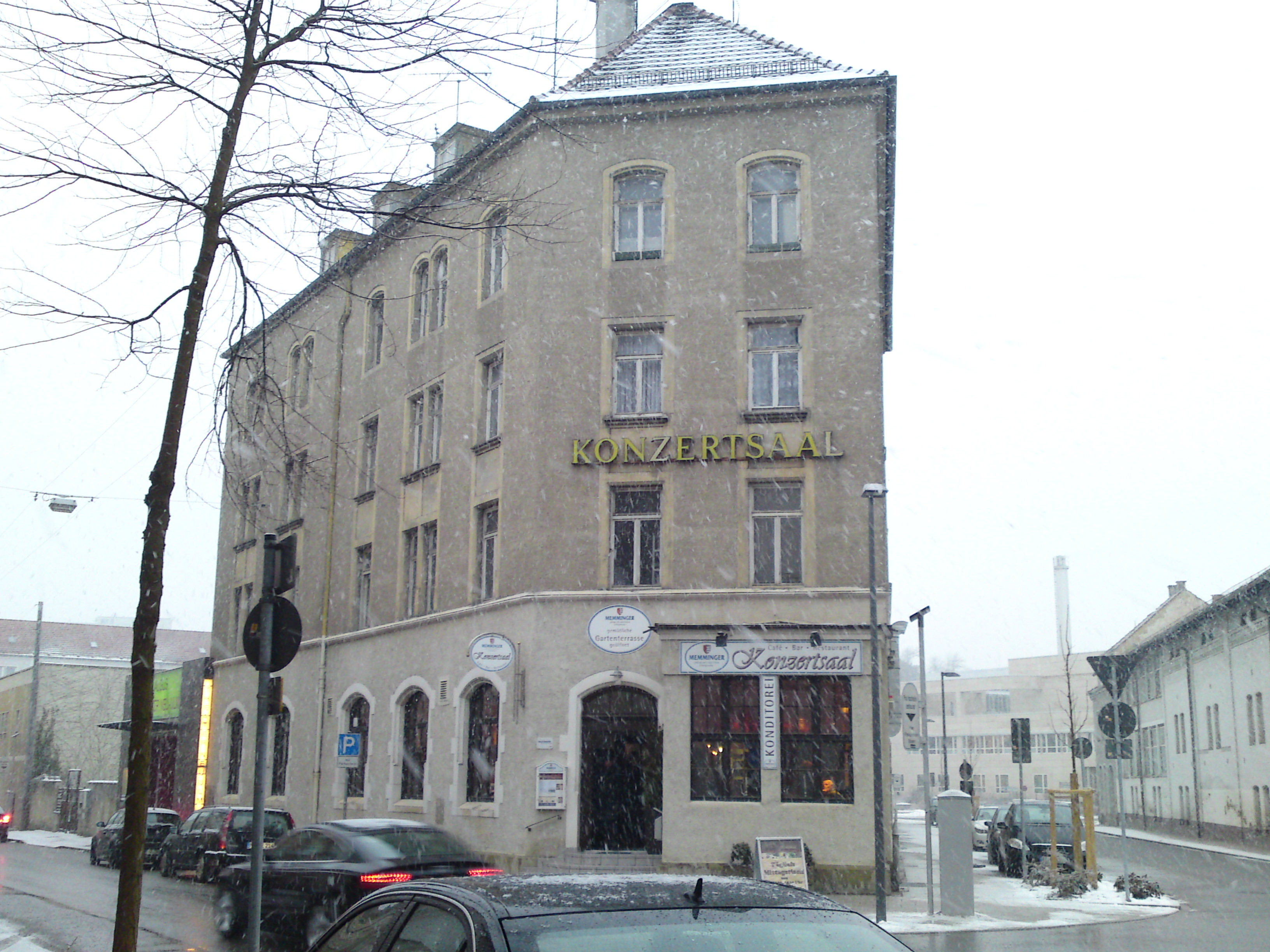
2012 abgerissener Konzertsaal Neu-Ulm im Jahr 2011

In den 1930er Jahren wurde Neu-Ulm wieder Garnison. In der Zeit des Nationalsozialismus entstand ab 1934 an der Ecke Reuttier-/Finninger Straße die Reinhardt-Kaserne. Dort wurde das Pionierbataillon 45 stationiert. An der Memminger Straße entstand ab 1936 die Ludendorff-Kaserne. Dort wurden Teile des 5. Artillerie-Regimentes untergebracht. Für beide Kasernenbauvorhaben hatte sich die Stadt heftig beworben.
1937 übernahm die Luftwaffe den Flugplatz im Gemeindeteil Schwaighofen und baute ihn zu einem Einsatzhafen II. Ordnung aus.
Zwischen den beiden Weltkriegen musste sich Neu-Ulm nachdrücklicher Eingemeindungsbestrebungen von Seiten Ulms erwehren. Es war dem Geschick des langjährigen Neu-Ulmer Oberbürgermeisters (1919 bis 1945) und späteren Ehrenbürgers Nuißl zu verdanken, dass der NSDAP-Oberbürgermeister Ulms, Friedrich Foerster, selbst mit ideologischer Argumentation („der Fortbestand des gegenwärtigen Zustands hat im nationalsozialistischen Staate jeden Sinn verloren“) scheiterte. Die wirtschaftliche Entwicklung Neu-Ulms reizte die Ulmer zum Annektieren und Wiedervereinen. Der bürgerlich-konservative Nuißl taktierte und antichambrierte so erfolgreich, dass Neu-Ulm selbständig blieb. So heißt es aus Ulmer Sicht in der Schlussbemerkung einer zusammenfassenden Darstellung zum Verhältnis Ulm/Neu-Ulm vom 10. Juli 1948 unter anderem: „Zu allen Zeiten hat Neu-Ulm verstanden, aus Ulm herauszuholen, was nur möglich war. Das war schon während der Zeit Kollmanns so und erst recht während der Zeit Nuißls.“
Im Verlauf des Zweiten Weltkrieges wurde Neu-Ulm immer häufiger Ziel von Luftangriffen der alliierten Streitkräfte, weil sich hier einige wichtige Industriebetriebe befanden. Am 16. März 1944 erfolgte der erste Luftangriff auf den Neu-Ulmer Bahnhof. Am 1. März 1945 (Mission 857) waren in England 1228 Bomber und 488 Jagdmaschinen gegen süddeutsche Städte gestartet. Bei dem Großangriff auf Ulm mit 420 B-17-Bombern wurden zwischen 13:17 und 13:46 Uhr auch Teile von Neu-Ulm getroffen. Was noch nicht zerstört worden war, fiel dem letzten, verheerenden Angriff am 4. März 1945 (Mission 863) zum Opfer. Die Bombardierung durch 357 B-17-Bomber dauerte von 10:02 bis 11:04 Uhr und traf auch den Pfuhler Westen. Neu-Ulm wurde durch Spreng- und Brandbomben sowie den anschließenden Flächenbrand zu 80 Prozent zerstört: 43 Prozent der Wohnhäuser, 86 Prozent der gewerblichen Bauten und ganze Straßenzüge. Alle Brücken über die Donau und damit die Verbindung zwischen Neu-Ulm und Ulm wurden auf der Grundlage des Nero-Befehls durch die Wehrmacht gesprengt. In den folgenden Wochen bis zum Einmarsch von Kampftruppen der 3. US-Armee am 24. April 1945 fanden immer wieder vereinzelte Luft- und Tieffliegerangriffe mit Bordwaffenbeschuss statt. 169 Männer und 125 Frauen aus Neu-Ulm verloren während des Bombenhagels ihr Leben. Insgesamt waren 757 Männer der Stadt in den Kriegswirren gefallen oder als vermisst gemeldet worden. Rund 5000 Menschen wurden während des Kriegs in das Umland evakuiert. Am Ende lebten nur noch 9590 Menschen in Neu-Ulm. Vor Kriegsbeginn waren es 14.571.
Die Stadt stand vor einem Neuanfang – sie gehörte zu den am stärksten zerstörten Städten in Bayern. Viele Vertriebene fanden in Neu-Ulm eine neue Heimat. Überlegungen für einen völligen Neubau der Stadt wurden fallen gelassen. Es fehlten vor allem die Mittel dazu.

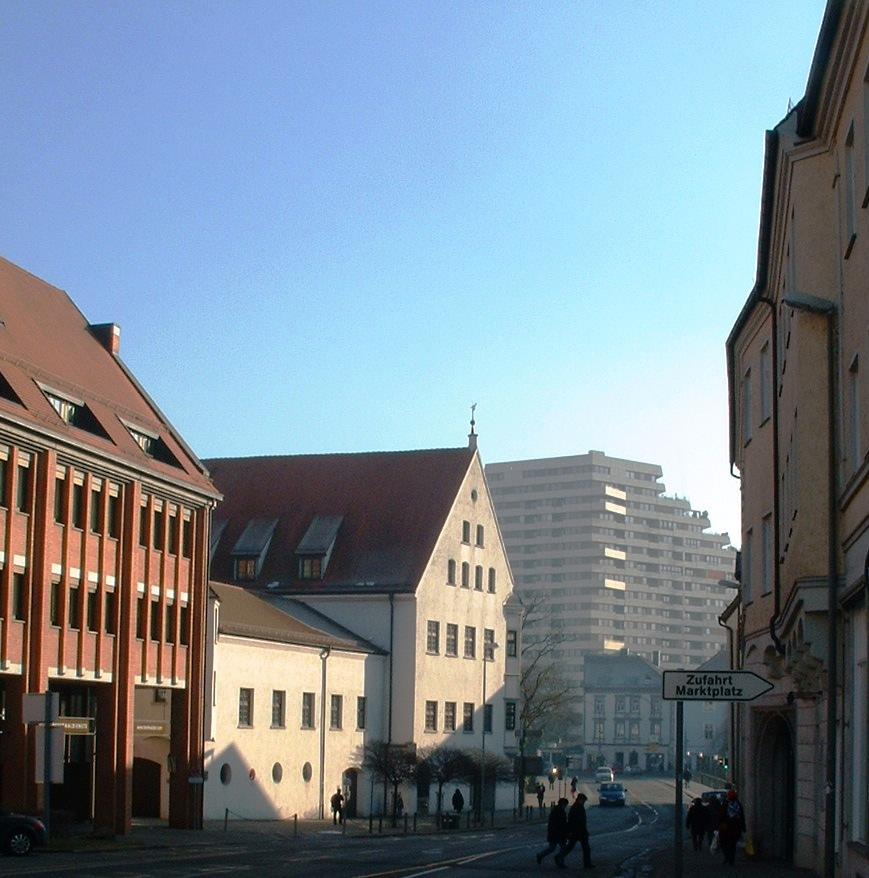
Blick von Ulm über die Herdbrücke nach Neu-Ulm

Im Jahr 1951 rückten wieder Soldaten in die Stadt ein: die US Army. Aus der ehemaligen Reinhardt-Kaserne wurden die Nelson-Barracks und aus der Ludendorff-Kaserne die Wiley-Barracks. Von 1952 bis 1956 entstand für die Soldaten und ihre Angehörigen an der Ringstraße ein Wohngebiet, die Vorfield Housing Area. 1983 wurden auf dem Areal der Amerikaner Pershing-II-Raketen stationiert, samt den dazugehörigen atomaren Sprengköpfen. Neu-Ulm war das eine Ende der Menschenkette, die u. a. über Mutlangen führte, mit der tausende Friedensdemonstranten gegen die Stationierung protestierten. Fast 40.000 Menschen nahmen am abschließenden Protestkonzert auf dem Volksfestplatz in der Nähe der Wiley-Kaserne teil.
Im Zuge der Truppenreduzierung nach der deutschen Wiedervereinigung und dem Ende des Kalten Krieges wurde die US-Garnison 1991 abgezogen. Der Abzug der Amerikaner machte Neu-Ulm wieder militärfrei und hatte ähnliche Folgen wie der Verlust der Garnison nach dem Ersten Weltkrieg, sowohl in wirtschaftlichem Sinne als auch durch die Hinterlassenschaften. Arbeitsplätze (Zivilbedienstete) und Konsumenten fielen weg, ganze Wohnsiedlungen (Vorfeld) wurden frei. Dies eröffnete Möglichkeiten, barg aber auch Gefahren. So hatte das schnelle Zuweisen der früheren Soldatenwohnungen vor allem an Spätaussiedler (aus der früheren Sowjetunion) zur Folge, dass in bestimmten Bereichen (zum Beispiel im Vorfeld) soziale Brennpunkte entstanden.
1999 war Neu-Ulm stark vom Pfingsthochwasser betroffen, als Iller und Donau die gesamte Innenstadt westlich des Marktplatzes überfluteten. Das erst ein Jahr vorher eröffnete Atlantis-Freizeitbad versank ebenfalls in den Fluten. Die Stadt baut seit einigen Jahren an einem verbesserten Hochwasserschutz.
Städtebaulich gilt es, die ehemaligen Kasernengebiete in die Stadt zu integrieren. In umgebauten Gebäuden der ehemaligen Nelson-Kaserne sind das Finanzamt und die Polizei Neu-Ulm untergebracht. Das Areal der amerikanischen Wiley-Kaserne wurde zum neuen Neu-Ulmer Viertel Wiley und beherbergt nun Wohn- und Gewerbeflächen. Ein Teil der Kasernengebäude bleibt erhalten; die Offiziersunterkünfte werden als Studentenwohnheime genutzt. Das ehemalige Offizierskasino am Donauufer ging in den Besitz der Stadt Neu-Ulm über und wurde an einen privaten Gaststättenbetreiber verpachtet. Außerdem entstand im Wiley der Neubau der Hochschule Neu-Ulm. Der erste Spatenstich fand 2006 statt.

### Verwaltungsorganisation
Am 1. Januar 1908 wurde die Gemeinde Offenhausen nach Neu-Ulm eingegliedert. Am 1. Juli 1972 kam ein Teil der Gemeinde Gerlenhofen hinzu. In den folgenden Jahren wurden Finningen am 1. Juli 1975, Hausen am 1. April 1976 sowie Holzschwang, Pfuhl mit dem am 1. Juli 1972 eingemeindeten Burlafingen und dem am 1. Januar 1976 eingemeindeten Steinheim sowie Reutti am 1. Juni 1977 eingegliedert. Dadurch vergrößerte sich die Stadt auf die heutige Fläche von etwa 80 Quadratkilometern.
Neu-Ulm war bis zum 1. Juli 1972 eine kreisfreie Stadt, dann wurde es im Zuge der Gebietsreform in Bayern mit dem Landkreis Neu-Ulm zusammengefasst und zur Großen Kreisstadt erhoben. Am 26. Juli 2017 beschloss der Neu-Ulmer Stadtrat, einen Antrag zum Austritt der Kreisstadt aus dem Landkreis Neu-Ulm auszuarbeiten. Am 21. März 2018 entschied der Neu-Ulmer Stadtrat mit 32 zu 10 Stimmen, den Antrag auf Kreisfreiheit zu stellen. Der beabsichtigte Austritt wurde sowohl in lokalen als auch in überregionalen Medien als Nuxit bezeichnet.
Für einen Austritt ist die Zustimmung der Bayerischen Staatsregierung und des Bayerischen Landtags erforderlich.
Gegen die geplante Trennung vom Landkreis bildete sich die Bürgerinitiative „NUXIT? So geht’s net!“. Mit einem am 19. April 2018 eingereichten Bürgerbegehren sollte der Beschluss gestoppt werden. Das Bayerische Innenministerium lehnte den Antrag auf Kreisfreiheit am 4. Juni 2019 ab.

### Verkehrsprojekt Neu-Ulm 21
Das 2003 begonnene Projekt Neu-Ulm 21 wurde am 24. November 2007 offiziell fertiggestellt. Im Zusammenhang damit entstand ein neuer Bahnhof; die Zahl der Gleise wurde auf vier reduziert, und diese wurden in einem Trog neuverlegt. Ein zentraler Umsteigepunkt (ZUP) bindet den Zugverkehr an den kommunalen öffentlichen Personennahverkehr (ÖPNV) an. Durch den Umbau des Bahnhofs Neu-Ulm (Projekt Neu-Ulm 21) stand nach der Ausrichtung der Landesgartenschau 2008 eine unbebaute Fläche von etwa 18 ha zur städtebaulichen Entwicklung der Neu-Ulmer Innenstadt zur Verfügung. 
Auf den der Innenstadt zugewandten Flächen nördlich der Bahn sollte bis Ende 2010 das Einkaufszentrum Glacis-Galerie mit rund 25.000 m² Verkaufsfläche entstehen, der Baubeginn erfolgte jedoch erst 2013, die Eröffnung fand am 19. März 2015 statt. Die übrigen Flächen beiderseits der neuen Bahntrasse werden für innenstadtnahen Wohnungsbau genutzt.

### Einwohnerentwicklung
Zwischen 1988 und 2019 wuchs die Stadt von 45.116 auf 58.978 um 13.862 Einwohner bzw. um 30,7 %.

Einwohnerentwicklung von Neu-Ulm von 1900 bis 2017 nach Quellenlage. Rot: Nach Statistiken des Deutschen Reichs und der Bundesrepublik. Blau: Gemäß Statistischem Landesamt und Volkszählungen.

| Einwohnerentwicklung der Stadt Neu-Ulm ab dem 20. Jahrhundert bis aktuell (a) | Einwohnerentwicklung der Stadt Neu-Ulm ab dem 20. Jahrhundert bis aktuell (a) | Einwohnerentwicklung der Stadt Neu-Ulm ab dem 20. Jahrhundert bis aktuell (a) | Einwohnerentwicklung der Stadt Neu-Ulm ab dem 20. Jahrhundert bis aktuell (a) | Einwohnerentwicklung der Stadt Neu-Ulm ab dem 20. Jahrhundert bis aktuell (a) |
| Jahr                                                                          | Einwohner                                                                     |                                                                               | Datum                                                                         | Einwohner                                                                     |
| ----------------------------------------------------------------------------- | ----------------------------------------------------------------------------- | ----------------------------------------------------------------------------- | ----------------------------------------------------------------------------- | ----------------------------------------------------------------------------- |
| 1900                                                                          | 09.215                                                                        | 13.09.1950                                                                    | 0024.015 (c)                                                                  |                                                                               |
| 1910                                                                          | 12.395                                                                        | 31.12.1960                                                                    | 35.505                                                                        |                                                                               |
| 1925                                                                          | 11.919                                                                        | 06.06.1961                                                                    | 0035.455 (c)                                                                  |                                                                               |
| 1933                                                                          | 12.741                                                                        | 27.05.1970                                                                    | 0041.766 (c)                                                                  |                                                                               |
| 1939                                                                          | 13.182                                                                        | 31.12.1970                                                                    | 41.866                                                                        |                                                                               |
| 1940                                                                          | 14.604                                                                        | 31.12.1980                                                                    | 47.415                                                                        |                                                                               |
| 1950                                                                          | 14.866                                                                        | 25.05.1987                                                                    | 0044.438 (c)                                                                  |                                                                               |
| 1960                                                                          | 0024.200 (b)                                                                  | 31.12.1990                                                                    | 46.264                                                                        |                                                                               |
|                                                                               |                                                                               | 31.12.2000                                                                    | 50.188                                                                        |                                                                               |
|                                                                               |                                                                               | 31.12.2010                                                                    | 53.504                                                                        |                                                                               |
|                                                                               |                                                                               | 09.05.2011                                                                    | 0052.706 (c)                                                                  |                                                                               |
|                                                                               |                                                                               | 31.12.2015                                                                    | 57.237                                                                        |                                                                               |
|                                                                               |                                                                               | 31.12.2016                                                                    | 56.978                                                                        |                                                                               |
|                                                                               |                                                                               | 31.12.2017                                                                    | 57.727                                                                        |                                                                               |
|                                                                               |                                                                               |                                                                               | 31.12.2019                                                                    | 58.978                                                                        |

## Religionen

### Konfessionsstatistik
Gemäß der Volkszählung 2011 waren 27,2 % der Einwohner evangelisch, 36,7 % römisch-katholisch und 36,1 % Konfessionslose oder gehörten einer anderen Glaubensgemeinschaft an. Der Anteil der Protestanten und Katholiken an der Gesamtbevölkerung ist seitdem jährlich um 1 % gesunken. Gemäß dem Zensus 2022 waren 28,7 % der Einwohner römisch-katholisch, 20,5 % evangelisch und 50,9 % konfessionslos, gehörten einer anderen Glaubensgemeinschaft an oder machten keine Angabe.

### Christentum
Neben Katholiken und Protestanten existieren nennenswerte freikirchliche Gemeinden, die Kirche Jesu Christi der Heiligen der Letzten Tage sowie kleine christlich-orthodoxe Gemeinden.

### Judentum
Mitte des 19. Jahrhunderts ließen sich einige Juden in der jungen Garnisonsstadt nieder. Im Jahr 1910 wurden 96 jüdische Einwohner in Neu-Ulm gezählt (1925: 76, 1933: 44). In Neu-Ulm bestand bis 1942 eine jüdische Gemeinde als Filialgemeinde der Jüdische Gemeinde Ichenhausen im benachbarten Landkreis Günzburg. Die Neu-Ulmer Juden hatten keine eigene Synagoge, sondern benutzten die Synagoge der israelitischen Gemeinde in Ulm mit. Auf dem Hauptfriedhof von Neu-Ulm wird ein Gräberfeld bereits seit 1875 bis in die Gegenwart als jüdischer Friedhof genutzt.

### Islam
Zudem existiert in Neu-Ulm eine islamistische Szene, die durch das Bundesamt für Verfassungsschutz beobachtet wird. Das als Zentrum der Szene geltende Multikulturhaus wurde Ende 2005 vom bayerischen Innenministerium geschlossen.

## Politik

### Stadtrat
Die Kommunalwahl am 16. März 2020 ergab folgende Sitzverteilung im Stadtrat von Neu-Ulm:
| Partei                | Sitze | G/V |
| --------------------- | ----- | --- |
| CSU                   | 16    | − 2 |
| Grüne                 | 11    | + 6 |
| SPD                   | 5     | - 6 |
| FWG                   | 4     | + 1 |
| Pro Neu-Ulm           | 3     | - 1 |
| FDP                   | 2     | - 1 |
| JU Bayern             | 2     | + 2 |
| Bürgerliste/Die Linke | 1     | + 1 |
| Gesamt                | 44    | ± 0 |

G/V: Gewinn oder Verlust gegenüber der Wahl 2014

### Geschäftsführende Bürgermeister und Oberbürgermeister
- 1830–1832: Anton Hug
- 1833–1842: Peter Staiger
- 1843–1851: Rupert Primus
- 1852–1863: Anton Stiegele
- 1864–1865: Matthäus Scheuffele
- 1865–1866: Rudolf Wolber
- 1866–1872: Wilhelm Sick
- 1873–1875: Konrad Schuster
- 1876–1879: J. W. Greiner (erster rechtskundiger Bürgermeister)
- 1879–1881: Otto Ploner
- 1882–1885: Josef Hayd
- 1885–1919: Josef Kollmann
- 1919–1945: Franz Josef Nuißl (ab 1927 Oberbürgermeister, Ehrenbürger)
- 1945–1946: verschiedene jeweils für kurze Zeit
- 1946–1948: Walter Albert Müller, erst Bürgermeister, dann Oberbürgermeister
- 1948–1961: Tassilo Grimmeiß (Oberbürgermeister)
- 1961–1977: Dietrich Lang (Oberbürgermeister, Ehrenbürger)
- 1977–1995: Peter Biebl (Oberbürgermeister)
- 1995–2003: Beate Merk (Oberbürgermeisterin)
- 2004–2020: Gerold Noerenberg (Oberbürgermeister)
- seit 2020: Katrin Albsteiger (Oberbürgermeisterin)

### Wappen

Bannerflagge von Neu-Ulm

| Wappen von Neu-Ulm | Blasonierung: „Geteilt von Schwarz, Silber und Blau, belegt mit einem silbernen Zinnenturm.“ |
| Wappen von Neu-Ulm | Wappenbegründung: Der Turm symbolisiert die Festung, die die Stadt einst umgab. Die Farben Schwarz und Silber, beziehungsweise Weiß, deuten auf die Abstammung von Ulm, die Farben Weiß und Blau auf die Zugehörigkeit zu Bayern. Das Wappen existiert seit 1857. |

### Städtepartnerschaften

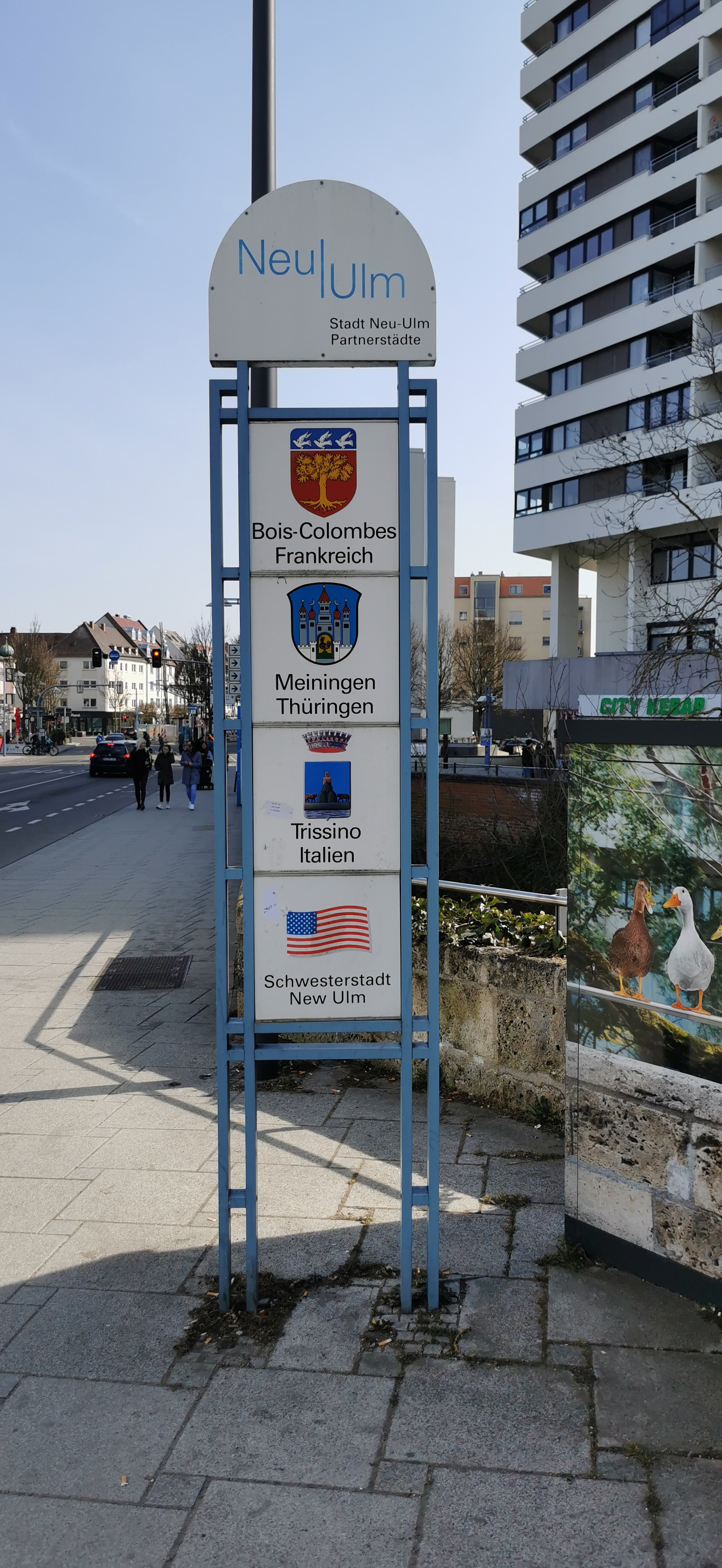
Schild mit den Namen der Partnerstädte

- Bois-Colombes (Frankreich, Département Hauts-de-Seine), seit 1966
- Meiningen (Thüringen), seit 1988 (damals noch DDR), auf Anregung des Neu-Ulmer Stadtrates, vermittelt von Franz Josef Strauß
- Trissino (Italien, Provinz Vicenza, Region Venetien), seit 1990, nachdem vorher schon jahrelang Bürger und Vereine des Neu-Ulmer Gemeindeteils Pfuhl freundschaftliche Beziehungen dorthin gepflegt hatten
- New Ulm, Minnesota, seit 1954, zusammen mit Ulm

## Kultur und Sehenswürdigkeiten

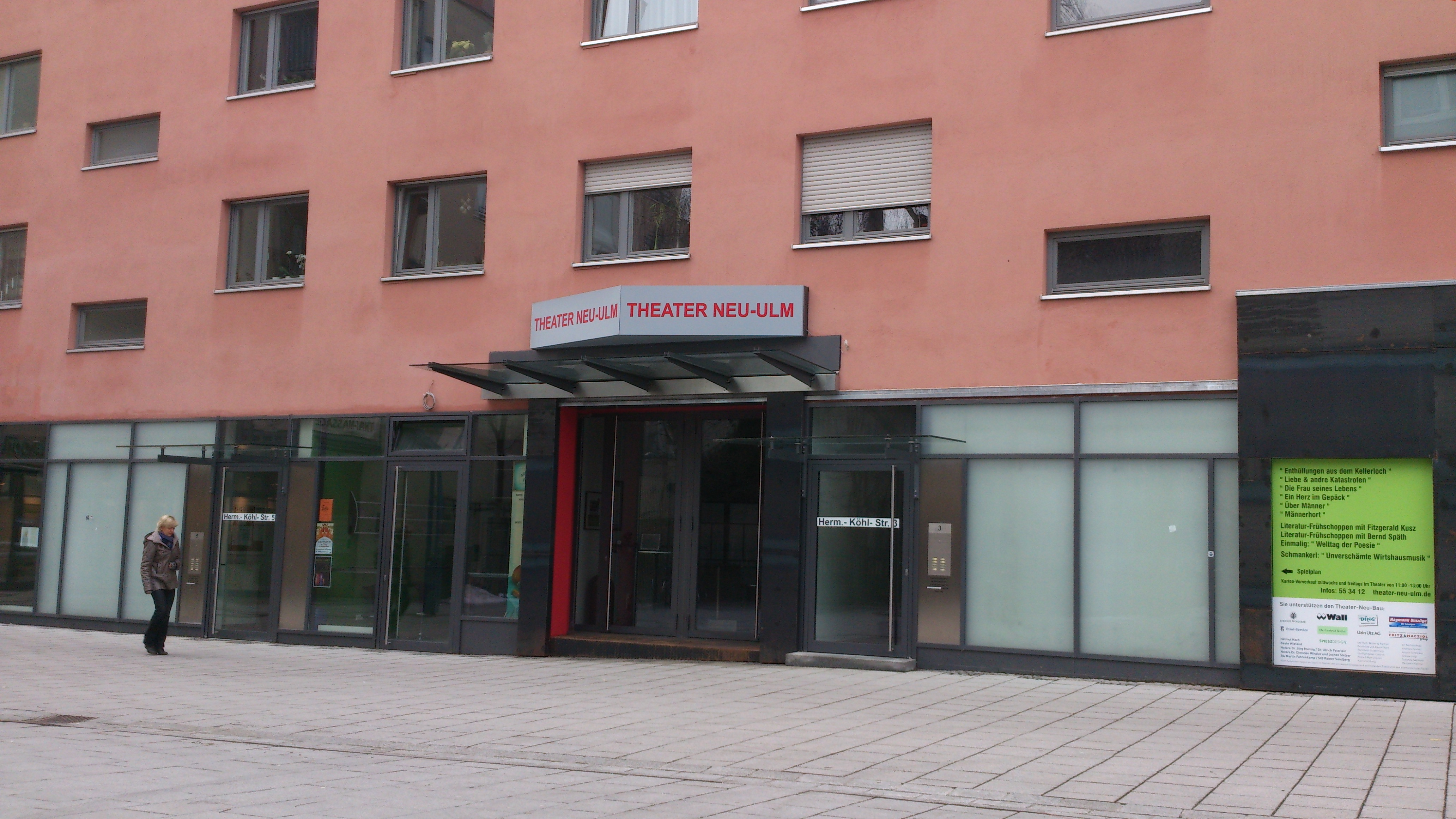
Theater Neu-Ulm 2013

### Theater
Neu-Ulm unterhält keine kommunale Bühne, dafür unterstützt sie das AuGuSTheater Neu-Ulm, heute: Theater Neu-Ulm, eine 1994 gegründete und seit 1997 in Neu-Ulm ansässige professionelle Bühne, Mitglied im Verband Freie Darstellende Künste Bayern e. V. Bis Juni 2012 residierte das Theater Neu-Ulm an der Silcherstraße 2 im Konzertsaal. Das 1902 fertiggestellte Gebäude entsprach nicht mehr heutigen Erfordernissen einer Versammlungsstätte und hatte auch in energetischer Hinsicht massive Mängel. Der Umbau hätte Millionen verschlungen, und den anschließend zu fordernden Mietzins hätte ein künstlerischer Betrieb kaum erwirtschaften können. So war das Theater Neu-Ulm gezwungen, aus- und umzuziehen. Die in nur fünf Monaten von einer Drogeriemarktfiliale zu einem Theater umgebaute Spielstätte findet sich seitdem an der Hermann-Köhl-Straße 3 (Theaterplatz). Auch das ebenfalls von der Stadt unterstützte Figurentheater Topolino wird von freischaffenden Berufskünstlern betrieben. Es hat keine feste Spielstätte und gibt Gastspiele an verschiedenen Orten.

### Museen
Die städtischen Museen am Petrusplatz, erst 1999 eröffnet, beherbergen das Edwin Scharff Museum und seit Sommer 2009 das erste Kindermuseum Bayerns in kommunaler Trägerschaft. Beide sind über ein Foyer miteinander verbunden. Im Innenhof, in dem zwei überlebensgroße Skulpturen von Edwin Scharff stehen, finden im Sommer Theateraufführungen und Konzerte statt. Es gibt regelmäßige Führungen, eine Museumswerkstatt (für Kindergärten und Schulen), die Offene Museumswerkstatt (für Kinder von 6–12 Jahren) und das Atelier im Museum (Kurse für Erwachsene).

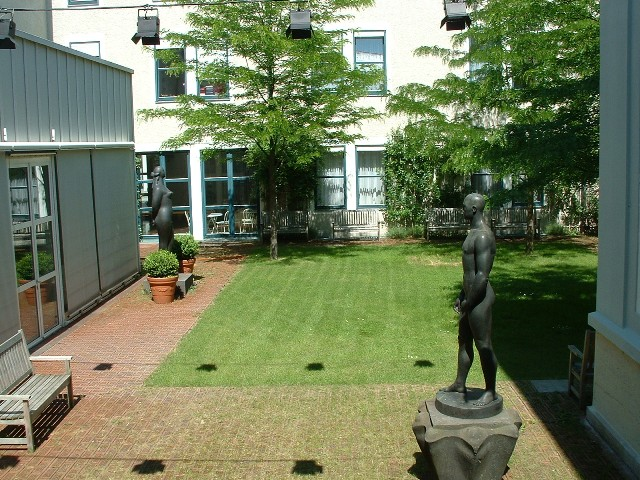
Edwin Scharff Museum
Das Edwin Scharff Museum ist in einem bürgerlichen Haus der Jahrhundertwende untergebracht, die Sammlung gibt einen Überblick über das Werk Edwin Scharffs. Gemälde, Zeichnungen, Aquarelle und insbesondere Plastiken zeigen seinen Weg von den Anfängen bis zum Spätwerk auf. Sonderausstellungen ergänzen und bereichern die Werkschau. Edwin Scharff gehört mit Wilhelm Lehmbruck, Ernst Barlach und Georg Kolbe zu den bekannten deutschen Bildhauern der ersten Hälfte des 20. Jahrhunderts.
Kindermuseum
Auf 500 Quadratmetern präsentiert sich ein neu konzipiertes Kindermuseum. Hier können Kinder und Jugendliche zu Betrachtern und Mitspielern werden, sie sollen so Geschichte und Kunst, Naturwissenschaft und Technik entdecken. Im Kindermuseum können sie spielend lernen – und wo sich auch Erwachsene aufgehoben fühlen. Deswegen firmiert dieser neue, kindgerechte Lernort im umgestalteten und renovierten Edwin-Scharff-Museum Kindermuseum – Erlebnisräume. Dementsprechend wird ein sehr vielseitiges, auch Elemente anderer Kunstsparten (darstellendes Spiel, Musik) einschließendes Programm angeboten.
Friseurmuseum
Das Herr Zopf’s Friseurmuseum präsentiert mit über 20.000 Exponaten, entstanden aus der Privatsammlung von Heinz Zopf, die Geschichte des Friseurhandwerks. Es ist das größte Friseurmuseum der Welt und erhielt 2021 hierfür den Eintrag ins Guinness-Buch der Rekorde. Neben historischen Friseurutensilien und skurrilen Exponaten befindet sich dort auch das Inventar eines denkmalgeschützten Salons, in dem sich unter anderem Heinz Rühmann die Haare machen ließ. Das Friseurmuseum befindet sich auf dem Areal der Deutschen Friseurakademie.
The Walther Collection
Seit 2010 befindet sich im Neu-Ulmer Gemeindeteil Burlafingen die Walther Collection, eine private Sammlung internationaler und zeitgenössischer Video- und Fotokunst.
Weiter ist das Heimatmuseum Pfuhl zu nennen, das sich mit der dörflichen Lebens- und Arbeitswelt des späten 19. und 20. Jahrhunderts in und um Neu-Ulm befasst. Die im Rathaus Neu-Ulm untergebrachte Geologische Sammlung bietet einen detaillierten Überblick über die erdgeschichtliche Entwicklung des Ulmer und Neu-Ulmer Raumes.

### Reptilien- und Schildkrötenzoo
Seit 2005 ist der im Gemeindeteil Schwaighofen gelegene privat betriebene Reptilien- und Schildkrötenzoo Neu-Ulm der Öffentlichkeit zugänglich. 2008 erfolgte eine Erweiterung. Die Einrichtung hält ca. 500 Tiere in 200 Arten.

### Stadtbücherei
Die moderne Stadtbücherei Neu-Ulm besitzt mehr als 70.000 Medien. Das Angebot umfasst neben Büchern Spiele, Zeitschriften, Kassetten, CDs, DVDs und CD-ROMs. Häufig werden Veranstaltungen wie Lesungen, Bastelnachmittage usw. für Kinder oder Vorträge, Autorenlesungen, Konzerte für Erwachsene, ebenso wie regelmäßige Ausstellungen angeboten. Im Gemeindeteil Pfuhl hat die Stadtbücherei eine Zweigstelle in der Grundschule.

### Stadtarchiv
Das Stadtarchiv Neu-Ulm ist im Rathaus ansässig. Hier werden auf knapp 800 Regalmetern historische Verwaltungsakten sowie zahlreiche weitere Bestände und Sammlungen zur Stadtgeschichte verwahrt. Unter anderem befindet sich hier die Sammlung des Heimatmuseums Neu-Ulm. Vor den Räumen des Stadtarchivs im Erdgeschoss des Rathauses befindet sich eine Dauerausstellung zur Stadtgeschichte. Das Stadtarchiv arbeitet seit einigen Jahren an einer umfassenden Website zur Stadtgeschichte.

### Musik
Die Städtische Musikschule hat einen sehr guten Ruf, der auf großen Erfolgen bei Wettbewerben wie Jugend musiziert und vielen innovativen Aktionen bis hin zu einer Pop-Akademie für junge Musiker gründet. Der wichtigste und größte Klangkörper ist die Stadtkapelle Neu-Ulm unter der Leitung von Thomas Hartmann. Der Stadtkapelle angeschlossen ist seit 2007 ein Jugendblasorchester. Das rund 50 junge Menschen umfassende Ensemble wird geleitet von Manfred Richter, einem ehemaligen Trompeter aus dem Orchester des Theaters Ulm. Es kooperiert eng mit der Musikschule Neu-Ulm, hat binnen kurzer Zeit Erfolge bei Wertungsspielen erzielt und machte Konzertreisen nicht nur ins europäische Ausland, sondern auch nach Japan. Ein beachtliches Renommée haben die Kirchenmusiker der Petruskirche – Kirchenmusikdirektor Wolfgang Gütinger leitet unter anderem einen 40-köpfigen Gospelchor – wie auch von St. Johann Baptist. Hier ist Joseph Kelemen Dekanatsmusiker und zugleich ein international beachteter Interpret der Orgelmusik des 17. Jahrhunderts.

### Bauwerke

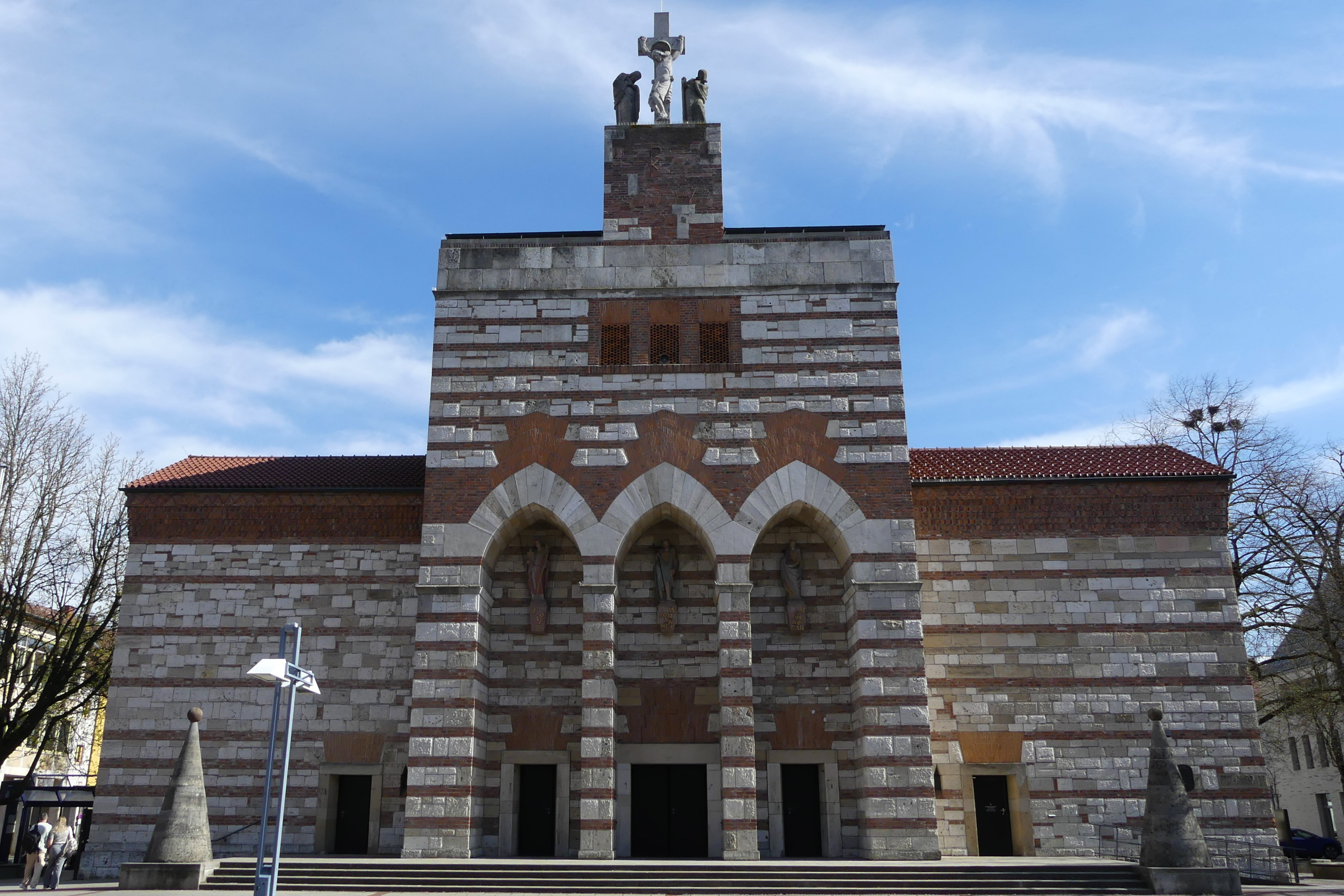
Kirche St. Johann Baptist

- Ein weithin bekanntes frühes Beispiel für den modernen Sakralbau ist die katholische Kirche St. Johann Baptist, deren Ursprungsbau im 19. Jahrhundert als Garnisonkirche errichtet wurde. Von 1922 bis 1926 wurde sie nach Entwurf des bedeutenden Kirchenarchitekten Dominikus Böhm umgebaut; die neue Fassade besteht zu einem Teil aus Steinen der abgebrochenen Teile der Bundesfestung. Im Jahr 1985 entwarf der Sohn Dominikus Böhms, Gottfried Böhm, die bis heute erhaltene Platzgestaltung um Kirche und Rathaus.

- Ein weiterer sehenswerter Sakralbau ist die evangelische Petruskirche.

- Als Wahrzeichen der Stadt gilt der Neu-Ulmer Wasserturm aus dem Jahr 1898 mit dem ihn umgebenden Kollmannspark.[36]

- Das 1915–1919 gebaute Wohnhaus für den Fabrikanten Johannes (Hans) Römer ist ein Frühwerk des Architekten Hugo Häring, bei dem der Einfluss von Härings Lehrer Theodor Fischer durchscheint. Es vereinigt im Außen- und Innenbau alle Baustile. Das Haus steht auf dem Fundament eines Blockhauses der Bundesfestung, das heute der einzige erhaltene Teil eines solchen Blockhauses ist, und wird im 21. Jahrhundert unter dem Namen Römervilla als Hotel geführt.
- Am 24. November 2007 wurde der neue Bahnhof Neu-Ulm offiziell in Betrieb genommen.
- Bekannt ist auch das Brauhaus an der Donau, in unmittelbarer Nähe der Gänstorbrücke gelegen. Das Gebäude, das zunächst Truppenkasino der NS-Militärs gewesen war, wurde nach 1945 zum Offizierskasino der US-Streitkräfte. Das Gebäude ist in wesentlichen Teilen erhalten und nur behutsam umgebaut als Hausbrauerei mit öffentlicher gastronomischer Nutzung. Ein Abbruch war 2019 geplant.[37]
- Die Caponniere 4, Teil der ehemaligen Bundesfestung Ulm, wurde 1994 ausgegraben und für die Landesgartenschau 2008 restauriert. Die Werke 4 bis 9 sowie das Spital und das Eisenbahnblockhaus von Werk 2 sind beinahe vollständig erhalten. Die Werke 4 bis 8 bilden einen zentralen Teil des Stadtparks Glacis. Vor der Caponniere 6 befindet sich eine Freilichtbühne, auf der regelmäßig Aufführungen und Konzerte stattfinden. Außerdem sind noch die Vorwerke 12 Schwaighofen (im Starkfeld), 13 Ludwigsvorfeste (in den Wileys) und 14 Illerkanal (an der Abfahrt Neu-Ulm Mitte der B28) erhalten. Von der späteren Reichsfestung sind der Stützpunkt 58 im Muthenhölzle sowie Teile des Stützpunkts 63 bei den ehemaligen Riedhöfen erhalten, außerdem die Untertreteräume der Schützengräben 66 und 69 (beide überbaut) sowie 74 (beinahe verschüttet), unterirdisch außerdem der Infanterieraum des Infanteriestützpunkts Kapellenberg (Stützpunkt 70). Daneben existiert der Lafettenstadel des Nebenartilleriedepots bei Offenhausen, der heute ein Teil der Oldtimerfabrik ist.
- Die sogenannte Insel, errichtet 1375, umflossen von der Donau und der Kleinen Donau, diente der Stadt Ulm als Brückenkopf für die Herdbrücke. Die Insel gehört seit der Trennung von Ulm zu Neu-Ulm. An der Nordostspitze der Insel, dem Schwal, steht ein 1932 von Edwin Scharff geschaffenes Ehrenmal für die Gefallenen des Ersten Weltkriegs. Es besteht aus Kalksteinquadern, die zu einem mit Flachreliefs geschmückten Turm aufgeschichtet sind und aus abgebrochenen Festungsteilen stammen.
- Das nach Edwin Scharff benannte Edwin-Scharff-Haus ist ein 1977 eröffnetes Kongress- und Veranstaltungszentrum direkt an der Donau. Es umfasst neben Sälen für Veranstaltungen ein Hotel und ein Restaurant.
- Der Konzertsaal Neu-Ulm, erbaut 1900–1901 nach den Plänen des Ulmer Architekten Paul Kienzle[38], war lange Zeit der einzige große Saal in Neu-Ulm und als solcher gesellschaftlicher Mittelpunkt und Ort für Feste, politische Veranstaltungen, Partei- und Gewerkschaftskundgebungen usw. Nach dem Zweiten Weltkrieg diente er als Ersatzkino, Versammlungsstätte, Ort von Tanzveranstaltungen, Chor- und Rockkonzerten (die Scorpions hatten hier ihren ersten Auftritt in der Region). In den 1980er Jahren beherbergte er das 1995 in Konkurs gegangene Theater Neu-Ulm, seit 1997 war er Spielstätte des AuGuSTheater Neu-Ulm, wobei seit jeher der vordere Teil unterschiedlich gastronomisch genutzt wurde. Bis Anfang 2005 befand sich das gesamte Gebäude in Brauereibesitz und wurde dann verkauft. Nachdem die Immobilie Ende 2011 nochmals den Eigentümer gewechselt hatte, wurde der Abriss des Gebäudes beschlossen. Das AuGuSTheater Neu-Ulm zog im Sommer 2012 in die Hermann-Köhl-Straße 3 (Theaterplatz) um. Das gesamte Areal wurde neu bebaut, wobei sich im Neubau auch wieder ein gastronomischer Betrieb befindet. Eine Versammlungsstätte gibt es jedoch nicht mehr.

### Parks und Plätze

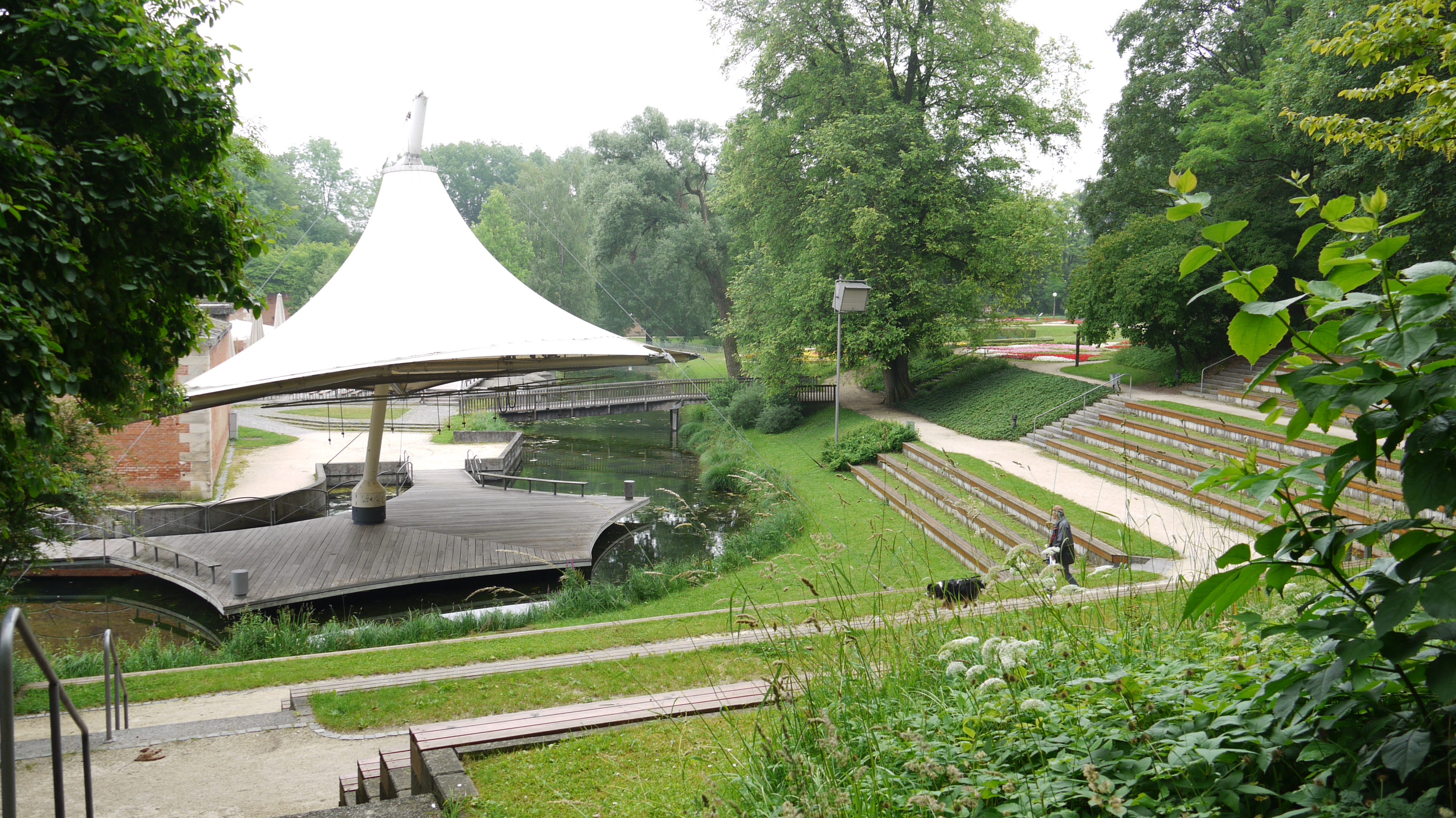
Veranstaltungsinsel im Glacis

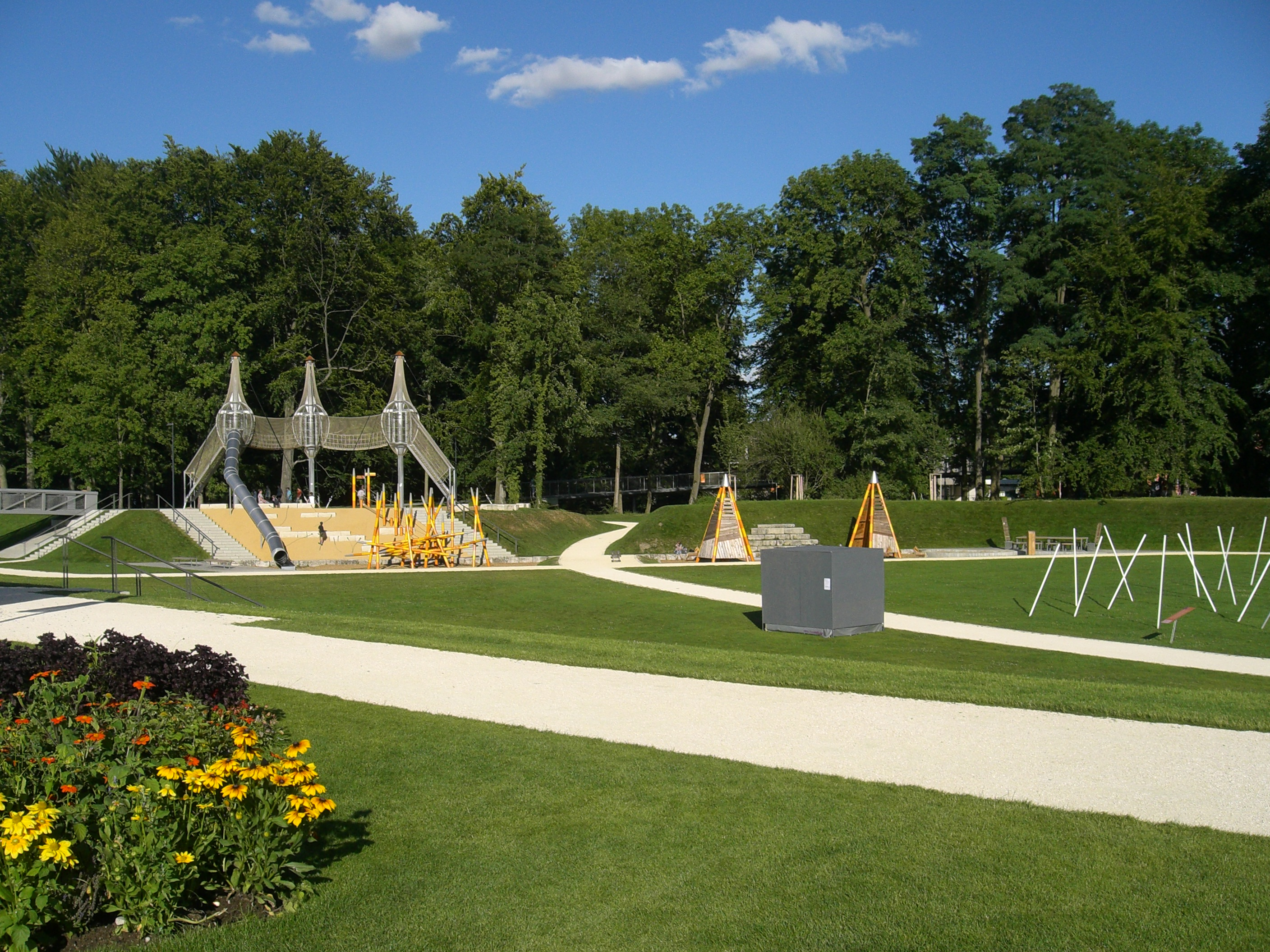
Gelände der Landesgartenschau 2008

Bis zur Landesgartenschau 2008 war der Glacis-Park, ein Teil der rechts der Donau gebauten Anlagen der früheren Bundesfestung Ulm, der einzige Park. Zwei der ursprünglich vier Neu-Ulmer Festungsfronten sind zwischen der Mitte der Bastion 5 und dem Jahnufer fast vollständig erhalten. Diese Fronten, an denen die Charakteristik dieser Festungsbauten sehr gut abzulesen ist, entwickelten sich zum viel genutzten Neu-Ulmer Stadtpark (auch „das Glacis“ genannt), der ein positives Relikt der zusammen mit Ulm ausgetragenen baden-württembergischen Landesgartenschau von 1980 ist. Besonders erwähnenswert ist eine Veranstaltungsinsel mit Amphitheater-ähnlichen Zuschauerrängen vor der Caponniere 6, die in der für Freilicht-Veranstaltungen geeigneten Jahreszeit regelmäßig mit unterschiedlichsten Aktivitäten (vom Rockkonzert bis zum Chorgesang) bespielt wird und je nach Veranstaltung bis zu 2500 Besucher anlockt. Zur Landesgartenschau 2008 entstanden auf dem ehemaligen Gelände der Möbelfabrik rund um die Caponniere 4 ein Park sowie ein weiterer rund um die Ludwigsvorfeste in den ehemaligen Wiley Barracks. Auf und in der Caponniere 4 finden seit der mit der Anlage des Parks einhergehenden Restaurierung regelmäßig Veranstaltungen wie beispielsweise Jazzkonzerte und Ausstellungen statt.

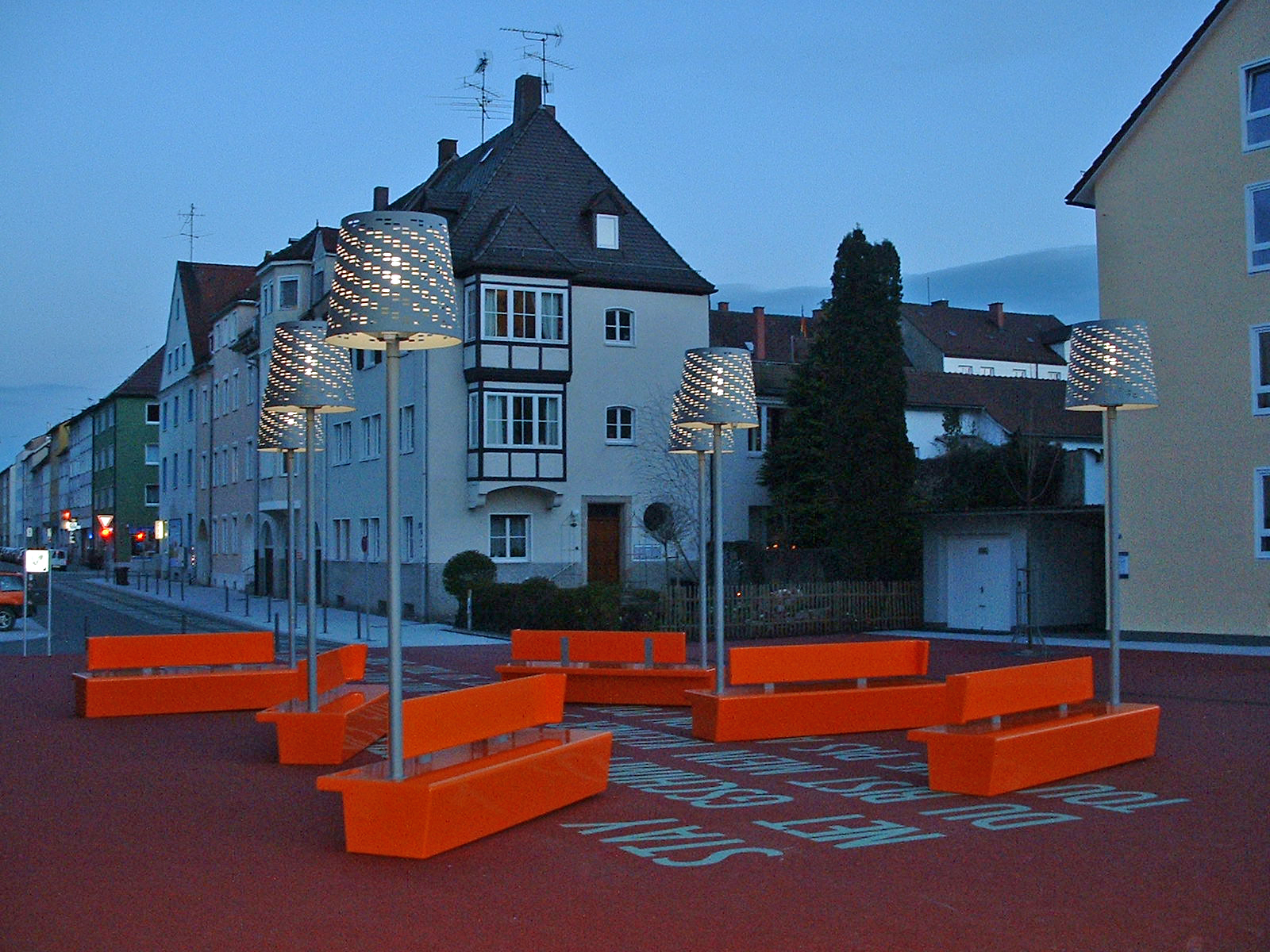
Kunst-Maxplatz

Am 13. April 2008 wurde der neue Maxplatz festlich eröffnet. Er ist der erste Platz in der Region, welcher nicht nur mit Kunst (Skulptur, Brunnen) aufgewertet, sondern als Gesamtkunstwerk von nur einem Künstler konzipiert wurde. Geschaffen hat ihn Jozef Legrand, ein in Berlin lebender Belgier, der sich mit verschiedenen Arbeiten für den öffentlichen Raum (so zum Beispiel mit der Platzgestaltung für das flämische Parlament in Brüssel) einen Namen gemacht hat und bereits mehrfach ausgezeichnet wurde. Der Maxplatz bildete die Startrampe für die quer durch Neu-Ulm von der Donau wegverlaufende Grüne Brücke der Landesgartenschau 2008.

### Friedhöfe
In der Neu-Ulmer Innenstadt liegt der große zentrale Hauptfriedhof mit dem integrierten jüdischen Friedhof. Weitere Friedhöfe befinden sich in den früher selbstständigen Gemeindeteilen. Im Gemeindeteil Reutti befindet sich zudem die Kriegsgräberstätte Reutti, die einzige Kriegsgräberstätte im Landkreis Neu-Ulm.

### Vereine
Die Stadt verfügt über ein reges Vereinsleben mit zahlreichen Kultur-, Sport- und Brauchtumsvereinen.
Der 1842 gegründete Bürgerverein Neu-Ulm ist der älteste Neu-Ulmer Verein. Das im Zuge grundlegender Sanierung und Neubebauung des gesamten Areals vom Abriss bedrohte Vereinsheim liegt an der Ecke Luitpoldstraße/Silcherstraße. Das Vereinsleben ist fast zum Erliegen gekommen, die Mehrzahl der noch rund 250 Mitglieder plädiert fürs Auflösen.
Einer der größten Vereine in Neu-Ulm ist der TSV Pfuhl 1894 e. V. mit knapp 2500 Mitgliedern in elf Abteilungen. Mit die erfolgreichste Abteilung im Turn- und Sportverein ist die Turnabteilung. Die Turner der ersten Mannschaft turnen in der Ersten Kunstturn-Bundesliga. Der Nachwuchs gewann zahlreiche Meistertitel bei bayerischen oder auch deutschen Meisterschaften. Auch andere Abteilungen brachten ebenfalls bayerische und deutsche Meister hervor.
Ebenfalls einer der größeren Neu-Ulmer Sportvereine ist der TSV Neu-Ulm, mit Abteilungen wie Fußball (größter Erfolg: Oberligateilnahme), Basketball oder American Football.
Der größte Verein in Neu-Ulm ist der deutsche Alpenverein Sektion Neu-Ulm mit 9490 Mitgliedern (Stand: 31. Dezember 2020). Diese betreibt mit dem sparkassendome DAV Kletterwelt seit 2011 eine der größten Kletterhallen im süddeutschen Raum. Erfolge des Vereins sind darüber hinaus unter anderem zwei Weltmeistertitel bei den letzten World Roller Games aus dem Athletenteam Manuel Zörlein, Ann-Krystina Wanzke, Marina Seitz und Sebastian Schwab.
Der Snooker Club Neu-Ulm spielte in der Saison 2012/13 in der 1. Snooker-Bundesliga.
Seit der Saison 2019/20 tritt der erst 2019 gegründete TTC Neu-Ulm in der Tischtennis-Bundesliga an.
Die 1889 gegründete Ortsgruppe Ulm/Neu-Ulm des Schwäbischen Albvereins wurde 2005 mit der Eichendorff-Plakette ausgezeichnet.

### Regelmäßige Veranstaltungen

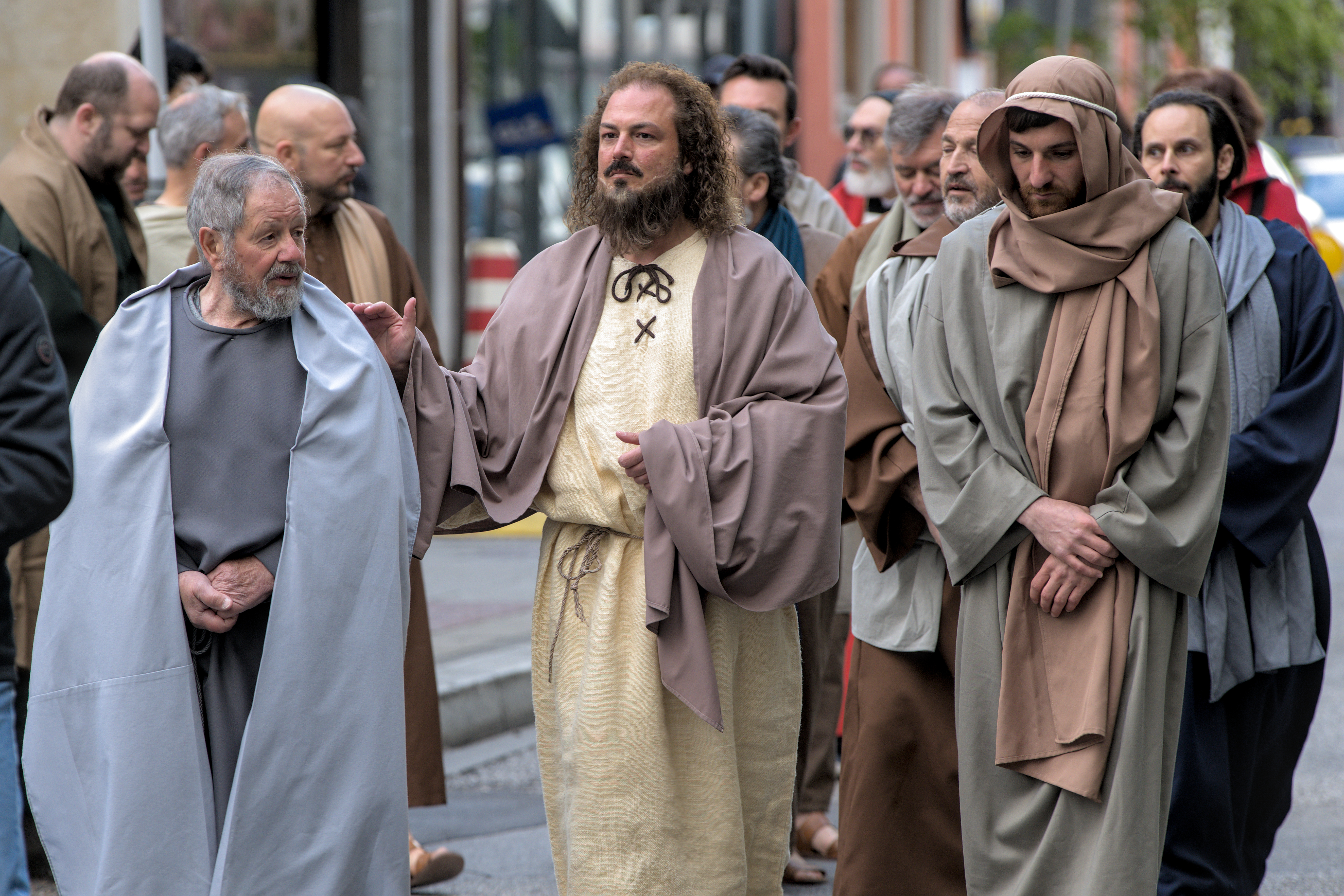
Lebendiger Kreuzweg (2025)

- Der Wochenmarkt (mittwochs und samstags von 7 Uhr bis 12 Uhr) auf dem Petrusplatz ist regelmäßiger Treff und beliebte Einkaufsquelle. Er wird auch von Anbietern vom Bodensee und aus dem Allgäu, sogar aus Oberstdorf, beschickt. Die angebotenen Produkte wie Obst, Fleisch, Käse, Molkereiprodukte, Fisch, Kartoffeln werden überwiegend von kleineren und Kleinstbetrieben hergestellt. Wegen der damit verbundenen Produktqualität und seiner Überschaubarkeit ziehen auch viele Ulmer den Neu-Ulmer Markt dem eigenen vor.
- Rathausplatz und Petrusplatz werden fast das ganze Jahr hindurch mit meist publikumswirksamen Aktionen belebt: beispielsweise am Tag der Kleinbrauer, beim Künstler- und Töpfermarkt, beim Stadtfest oder beim König-Ludwig-Fest. Das jährliche Volksfest (ein zweiwöchiger Rummel) wird von der Stadt angeboten; die Neu-Ulmer Orchideentage locken jedes zweite Jahr im Frühjahr an drei Tagen viele Interessierte an.
- Internationales Donaufest: Das Festival der Donauländer mit kulturellen, musikalischen und kulinarischen Veranstaltungen am Ulmer und Neu-Ulmer Donauufer wurde erstmals 1998 gefeiert und findet seither alle zwei Jahre statt.[43]
- Die Tage der Begegnung sind seit 1975 fester Bestandteil des Kulturkalenders Ulm/Neu-Ulm. Sie sind eine städteübergreifende Veranstaltung unter der Schirmherrschaft der jeweiligen Oberbürgermeister. Jedes Jahr zwischen Oktober und November werden zahlreiche Veranstaltungen durchgeführt, die den Austausch der Kulturen und das gegenseitige Kennenlernen fördern sollen. Koordiniert werden die verschiedenen Angebote vom Arbeitskreis ausländische Mitbürger (AKAM) in Neu-Ulm. Die Städte Ulm/Neu-Ulm beteiligen sich mit einem Zuschuss.
- Der Lebendige Kreuzweg wird jedes Jahr am Karfreitag in Neu-Ulm und Ulm aufgeführt.
- Im Dezember, während der Adventszeit, findet auf dem Rathaus- und Johannesplatz der Mittelalterliche Weihnachtsmarkt statt.

### Anekdoten, Kuriositäten, Gerüchte
- Wenn man Ende des 19. Jahrhunderts über die Gänstorbrücke oder die Herdbrücke von Ulm nach Neu-Ulm kam, war der erste Laden auf Neu-Ulmer, also bayerischem, Boden ein Teppichgeschäft namens Hier beginnt der Balkan.
- Lange Zeit stand auf der Brückenmitte, der Staatsgrenze zwischen Baden-Württemberg und Bayern, das Schild Freistaat Bayern mit dem Bayerischen Löwen. Es wurde oft heimlich abmontiert, weil der Löwe nach Bayern blickte und das Hinterteil mit dem nach oben gerichteten Schwanz gen Ulm streckte. Das wurde als Affront gewertet, wollte er doch offensichtlich sagen: „Ulmer, leckt's mi am Arsch!“ – Tatsächlich war das Schild ein beliebtes Souvenir bei den in Neu-Ulm stationierten US-Soldaten. Der Neu-Ulmer Oberbürgermeister legte deshalb einen kleinen Vorrat an Schildern an, die er den scheidenden amerikanischen Standortkommandanten zum Abschied schenken konnte; so brauchten sie sie nicht anderweitig zu „besorgen“.
- Obwohl deutlich bürgerlicher anmutend als die Studentenstadt Ulm, war Neu-Ulm in den 1980ern und 1990ern Heimstatt zahlreicher Piratensender, die sich teilweise großer Beliebtheit erfreuten. Dies hing mit der Grenzlage zusammen. Während die baden-württembergische Funküberwachung direkt in Ulm stationiert war, residierte die zuständige bayerische Stelle rund eine Autostunde entfernt. So blieben die Ätherpiraten oft über Jahre unbehelligt. Der bekannteste Piratensender war Radio Canale Grande, der nach acht Jahren Sendebetrieb legalisiert wurde – kurioserweise von der baden-württembergischen Landesmedienanstalt.
- Viele Ulmer Versorgungs- und Entsorgungseinrichtungen lagen vormals auf der rechten Donauseite; so hatte auch der Wasenmeister (Schinder, Abdecker) hier seinen Platz. Ihm oblag zudem die Aufgabe, Selbstmörder in ein Fass zu schlagen und dies dann die Donau hinabzuschicken.
- Zu Hochzeit der Friedensbewegung und der Proteste gegen die (auch auf Neu-Ulmer Gebiet stationierten) Pershingraketen kam es 1983 zu der von zigtausenden gebildeten Menschenkette von Stuttgart nach Neu-Ulm. Den Abschluss bildete eine vom Konzert-Veranstalter Fritz Rau organisierte Mammut-Veranstaltung auf dem Neu-Ulmer Volksfestplatz, gegenüber dem Haupttor der Wiley-Barracks (der Nachfolgerin der 1936 gebauten Ludendorffkaserne) an der Memminger Straße. Neben Konstantin Wecker und Bettina Wegner traten auch Peter Maffay und andere Stars auf. Rau („Wer heute keine Friedenskonzerte veranstaltet, veranstaltet in zehn Jahren überhaupt keine Konzerte mehr!“) hatte den Deutsch-Rocker eingeladen, weil auch dessen Publikum für den Anti-Pershing-Protest gewonnen werden sollte. Kaum war Maffay auf der Bühne, tauchte in der Menge der rund 40.000 Konzertgäste ein großes Transparent auf: „Lieber Pershing II als Peter Maffay“. Der hatte verstanden und ging nach seinem ersten Lied entnervt von der Bühne.[44]

- Bei der Wahl zur Oberbürgermeisterin/zum Oberbürgermeister der Stadt Neu-Ulm im Jahr 1995 kam es zu Unklarheit über den Wahlsieger.[45] Nach mehreren Auszählungen erklärte CSU-Landrat Franz Schick Beate Merk zur Wahlsiegerin mit drei Stimmen Vorsprung. Das Verwaltungsgericht Augsburg wies eine Anfechtung der unterlegenen SPD zurück.[46]

## Freizeit

### Bademöglichkeiten
- Donaubad
- Hallenbad Neu-Ulm

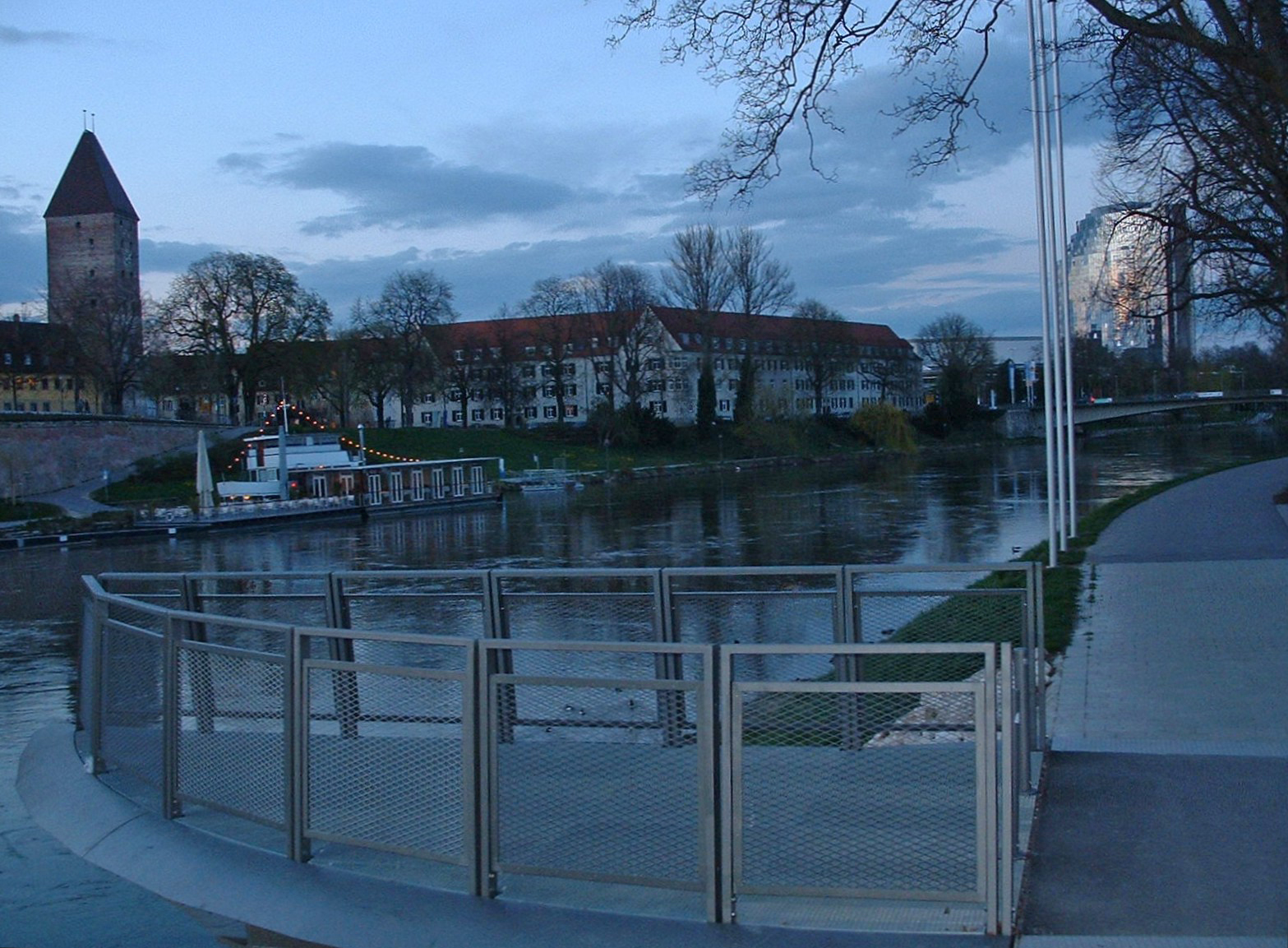
Am Abend: Blick vom Maxplatz aus donauabwärts aufs Ulmer Ufer

- überwachte und ausgebaute Badeseen:
  - Ludwigsfelder See
  - Pfuhler See
- nicht überwachte Badeseen:
  - Brandstätter See (bei Steinheim)
  - Plessenteich (bei Jedelhausen)
  - Gurrenhofsee (bei Gerlenhofen)

### Wintersportanlagen
- Eissportanlage des Donaubads

## Wirtschaft und Infrastruktur

### Verkehr

#### Straßen

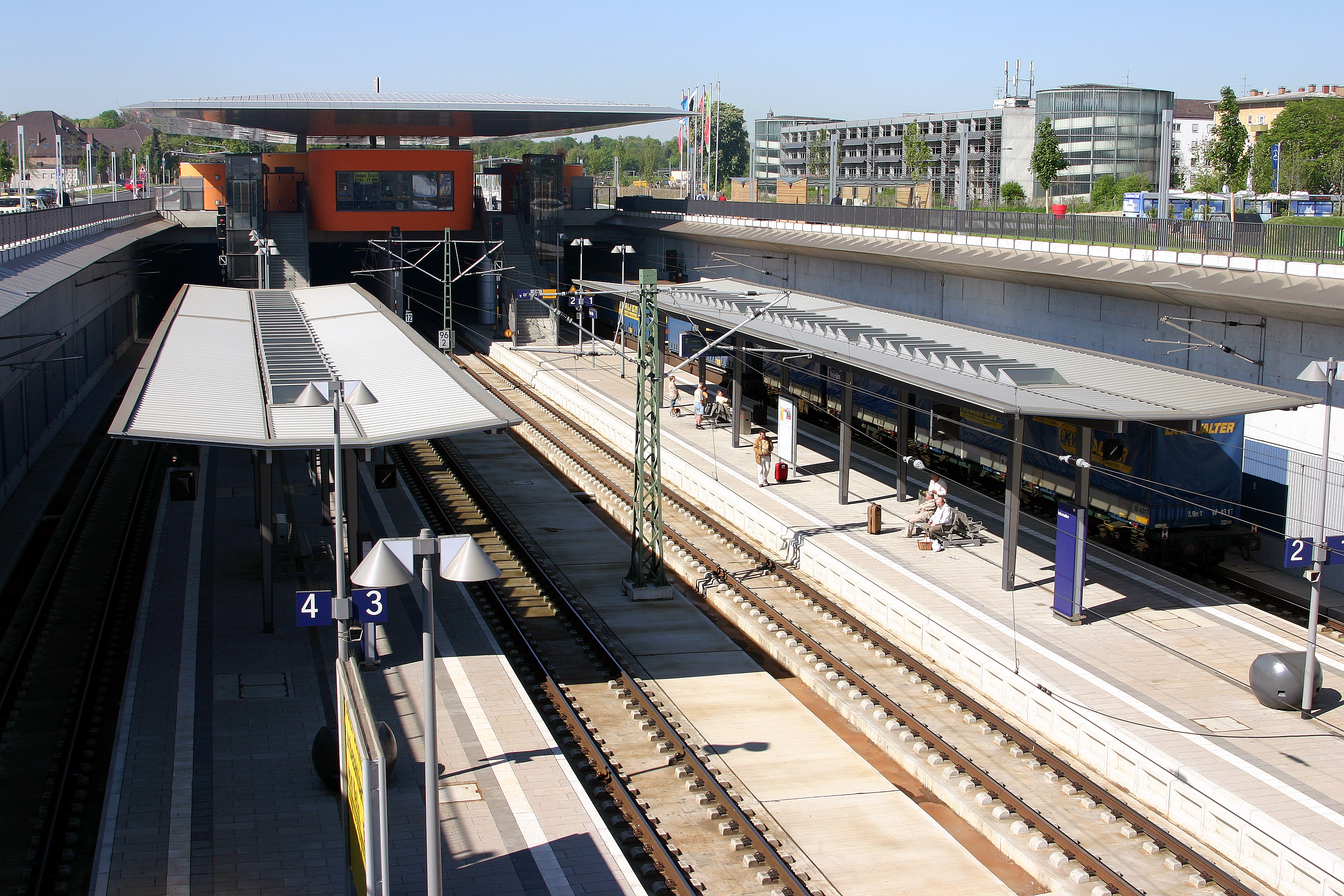
Bahnhof Neu-Ulm

Neu-Ulm liegt an folgenden Fernverkehrsstraßen:
|  | A 7   | Dänemark – Flensburg – Hamburg – Hannover – Kassel – Fulda – Würzburg – Ulm – Memmingen – Kempten (Allgäu) – Füssen/Reutte (Tirol) |
|  | B 10  | Karlsruhe – Stuttgart – Ulm/Neu-Ulm – Nersingen                                                                                    |
|  | B 19  | Eisenach – Meiningen – Würzburg – Ulm/Neu-Ulm – Memmingen – Kempten (Allgäu) – Oberstdorf                                          |
|  | B 28  | Frankreich – Kehl – Tübingen – Reutlingen – Ulm/Neu-Ulm – Senden                                                                   |
|  | B 30  | Ulm/Neu-Ulm – Biberach (Riß) – Ravensburg – Friedrichshafen                                                                        |
|  | B 311 | Ulm – Ehingen – Tuttlingen – Geisingen                                                                                             |

Luftreinhaltung
Gemäß der Bundes-Immissionsschutzverordnung darf der Grenzwert für Feinstaub PM10 in Höhe von 50 µg/m³ (24-h-Wert) maximal 35-mal im Jahr überschritten werden. Durch die Ablagerung in der Lunge und der zusätzlichen Schadstoffbelastung stellen die Partikel eine ernsthafte Gesundheitsgefahr dar. An der Messstation in der Gabelsbergerstraße wurde der Grenzwert im Jahr 2006 39-mal überschritten. Daher musste ein Luftreinhalte- und Aktionsplan für Neu-Ulm erstellt werden. Im August 2009 wurde der Aktionsplan bekannt gemacht und in Kraft gesetzt. In Neu-Ulm wurde deshalb 2009 eine Umweltzone eingerichtet. Sie erstreckt sich über das Neu-Ulmer Stadtzentrum und ist begrenzt durch die Ringstraße, die Bundesstraßen 10 und 28 bis Landesgrenze (Donau), Donau bis Höhe Kantstraße, entlang der Bahnstrecke Kempten (Allgäu)–Neu-Ulm bis Europastraße, Reuttierstraße und Ringstraße über Allgäuer Ring. Die autobahnähnliche B 10 ist ab der Auffahrt Neu-Ulm Schützenstraße Richtung Ulm Bestandteil der Umweltzone.
Die B 10/B 28 wurde 2009 zusätzlich für LKW über 7,5 t für den Verkehr nach Ulm ab der Auffahrt Neu-Ulm Schützenstraße gesperrt.

#### Eisenbahnverkehr
Der Bahnhof Neu-Ulm befindet sich an der Bahnstrecke Augsburg–Ulm, von der in Neu-Ulm die Bahnstrecke Kempten (Allgäu)–Neu-Ulm über Memmingen nach Kempten (Allgäu) abzweigt. Außerdem endet seit 2007 die aus Stuttgart kommende Filstalbahn in der Stadt. Daneben existieren in Neu-Ulm der Haltepunkt Finninger Straße und der nur noch von einzelnen Zügen bediente Bahnhof Gerlenhofen, die beide an der Bahnstrecke Kempten (Allgäu)–Neu-Ulm liegen. Durch die Intercity-Express- und Intercity-Halte am Hauptbahnhof der Nachbarstadt Ulm ist Neu-Ulm an den Schienenpersonenfernverkehr angebunden.

#### Fahrradverkehr
Neu-Ulm liegt an den internationalen Fernradwegen Donauradweg (verläuft von der Quelle bis zur Mündung der Donau) und EuroVelo 6 (verläuft vom Atlantik bis zum Schwarzen Meer entlang sechs europäischer Flüsse).

#### Flugverkehr
Die nächsten Flughäfen sind Memmingen (etwa 50 km), Stuttgart (etwa 80 km), Friedrichshafen (etwa 100 km) und München (etwa 140 km). Im 20. Jahrhundert existierte darüber hinaus der Flugplatz Schwaighofen.

### Medien
- Neu-Ulmer Zeitung: Lokalausgabe der Augsburger Allgemeinen
- Südwest Presse
- Regio TV Schwaben Regionalfernsehen
- Team-Ulm Onlinemagazin

### Medizinische Versorgung
Donauklinik (Krankenhausstraße 11, in der Stadtmitte von Neu-Ulm). Die Donauklinik Neu-Ulm gehört seit 1. Januar 2005 zur Kreisspitalstiftung Weißenhorn. Gemeinsam mit den Kliniken in Illertissen und Weißenhorn will der Landkreis eine umfassende Gesundheitsversorgung für die Bürger des Landkreises und darüber hinaus anbieten. In Neu-Ulm stehen 170 Betten für die stationäre Behandlung zur Verfügung. Medizinische Fachrichtungen der Donauklinik: Chirurgie, Frauenheilkunde und Geburtshilfe, Innere Medizin, Anästhesie, Radiologie, Hals-, Nasen- und Ohrenheilkunde
Neben der Donauklinik tragen mit dem Universitätsklinikum und dem Bundeswehrkrankenhaus in der Nachbarstadt Ulm zwei Krankenhäuser der Maximalversorgung zur medizinischen Versorgung der Neu-Ulmer Bevölkerung bei.

### Öffentliche Einrichtungen
Neu-Ulm ist Sitz einer Polizeiinspektion (dem Polizeipräsidium Schwaben Süd/West der Bayerischen Polizei zugehörig), des Amtsgerichts Neu-Ulm, eines Finanzamtes und einer Agentur für Arbeit.

### Abwasserentsorgung
Im Nordosten der Stadt liegt das Zweckverbands Klärwerk Steinhäule. In ihm wird auf einer Fläche von 25 Hektar zu dem Abwasser aus Neu-Ulm auch das von Ulm bis Merklingen, und nach Süden bis Schnürpflingen aufbereitet. Es ist für 444.000 Einwohnerwerte ausgelegt und behandelt 40.000.000 m³ Wasser pro Jahr. Hier wurden 2003 die ersten Pilotstudien zur gezielten Spurenstoff-Elimination mit dem danach benannten Ulmer Verfahren betrieben, welches auch mittlerweile auf der Anlage als Vierte Reinigungsstufe im Einsatz ist.

### Feuerwehr
Die Feuerwehr Neu-Ulm ist für die Sicherheit der rund 61.000 Einwohner von Neu-Ulm verantwortlich. Sie ist als Freiwillige Feuerwehr mit hauptamtlichen Kräften organisiert und gliedert sich in das Hauptamt (mit seinen derzeit 34 hauptamtlichen Feuerwehrleuten), sieben Löschzüge und vier selbständige Freiwillige Feuerwehren. Zu ihren Aufgaben gehören der abwehrende und vorbeugende Brandschutz im Stadtgebiet, die technische Hilfeleistung und die Abwehr von Gefahren, die von atomaren, biologischen und chemischen Gefahrstoffen ausgehen. Sie ist jedoch nicht am Rettungsdienst in Neu-Ulm beteiligt; dieser wird vom Bayerischen Roten Kreuz durchgeführt.

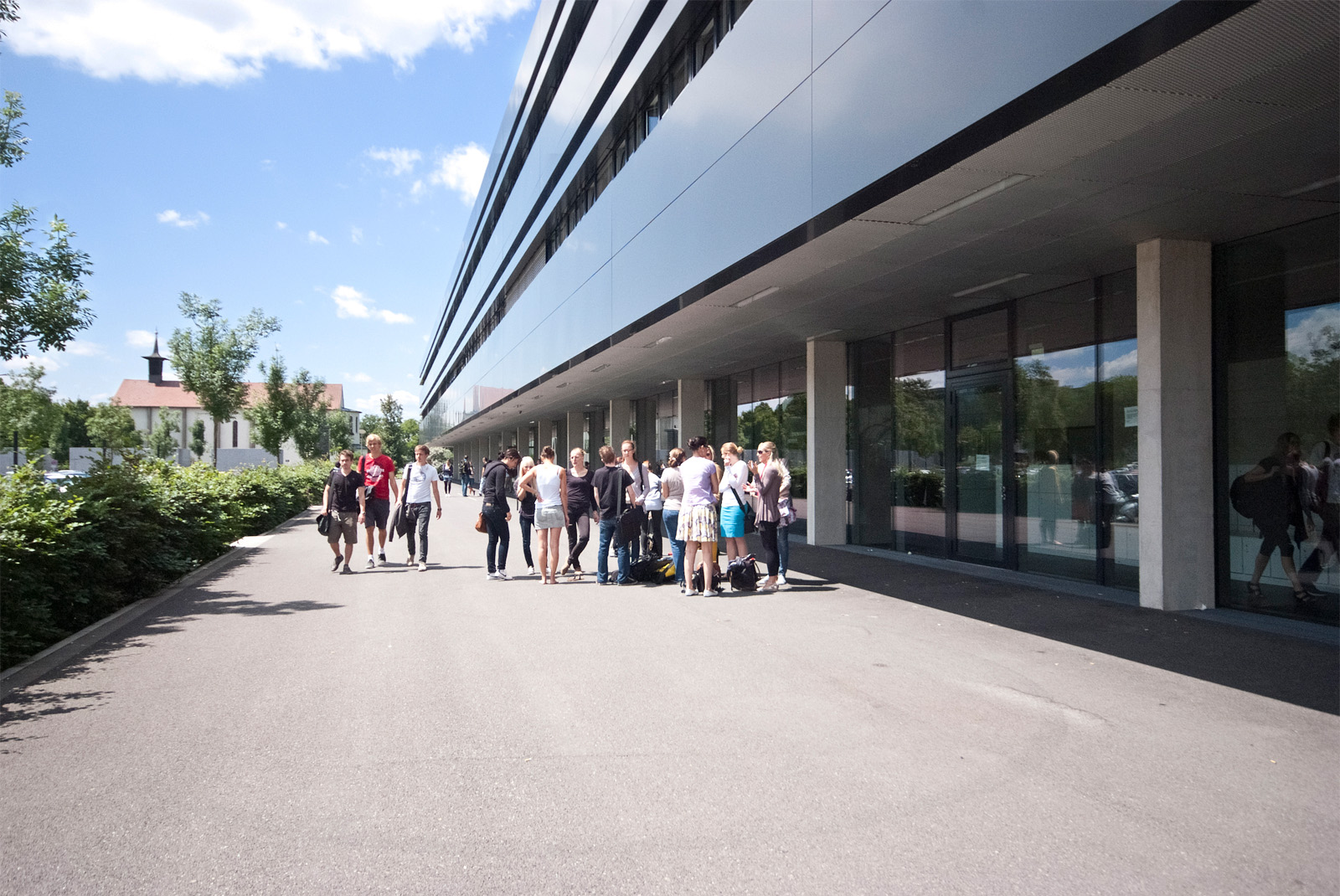
Hauptgebäude der Hochschule Neu-Ulm im so genannten Wiley.

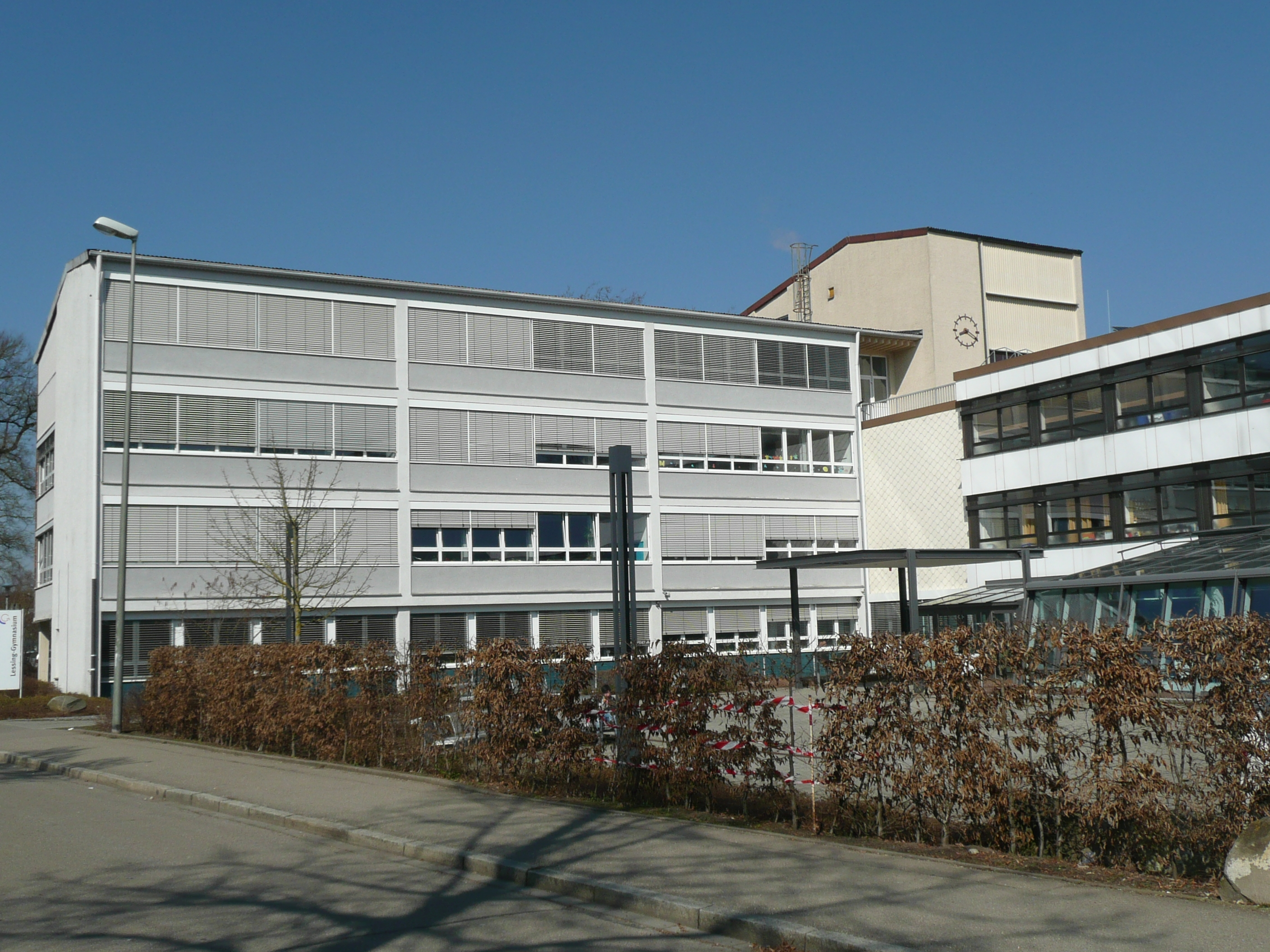
Lessing-Gymnasium in der Neu-Ulmer Innenstadt.

### Bildungseinrichtungen
- Hochschule Neu-Ulm: betriebswirtschaftlich und international ausgerichtet, im Jahr 1994 gegründet, zunächst als Außenstelle der Hochschule Kempten geführt, seit 1998 eine eigenständige Fachhochschule, seit 2008 Hochschule für angewandte Wissenschaften
- weiterführende Schulen: Lessing-Gymnasium (Innenstadt), Bertha-von-Suttner-Gymnasium (Pfuhl), Christoph-Probst-Realschule (Schwaighofen), Inge-Aicher-Scholl-Realschule (Pfuhl), Staatliche Berufsschule (Innenstadt), Staatliche Berufsfachschulen für Kinderpflege und für Sozialpflege (Innenstadt), Staatliche Fachoberschule und Berufsoberschule (Innenstadt)

| Bildungseinrichtung     | Anzahl |
| ----------------------- | ------ |
| Grundschulen            | 11     |
| Mittelschulen           | 4      |
| Förderschulen           | 1      |
| Realschulen             | 2      |
| Gymnasien               | 2      |
| Berufsschulen           | 2      |
| Berufsfachschulen       | 2      |
| Fachoberschulen         | 1      |
| Fachhochschulen         | 1      |
| Internationale Schule   | 1      |
| Städtische Kindergärten | 3      |
| Kindergärten insgesamt  | 24     |
| Städtische Horte        | 1      |
| Horte insgesamt         | 3      |
| Kinderkrippen insgesamt | 9      |

### Ansässige Unternehmen
- Neu-Ulmer Wohnungsbaugesellschaft mbH (NUWOG): mit etwa 2000 Wohneinheiten das größte kommunale Wohnungsunternehmen zwischen Ulm und Augsburg, 100-prozentiges Tochterunternehmen der Stadt Neu-Ulm.
- Daimler Buses, Werk Neu-Ulm (vormals Karl Kässbohrer GmbH): Endmontage der Busse der Marke Setra und des Mercedes Integro, mit rund 3.650 Beschäftigten größter Produktionsstandort der EvoBus GmbH
- Honold Logistik Gruppe GmbH & Co. KG: Logistikdienstleister mit 25 Standorten in Deutschland und Rumänien
- Samsic Germany: Dienstleistungsunternehmen mit rund 2000 Mitarbeitern
- Settele Schwäbische Spezialitäten & Feinkost GmbH: Hersteller gekühlter Teig- und Fleischwaren
- Max Weiss Lebkuchenfabrik Neu-Ulm GmbH: Hersteller für Herbst- und Weihnachtsgebäck, Tochterunternehmen des Weltmarktführers für Weihnachtsgebäck Henry Lambertz GmbH & Co. KG
- Zimmer MedizinSysteme GmbH: Therapieliegen und Medizinische Trainingsgeräte für Physiotherapie und Rehabilitation
- Hammer Sport, Sportartikelhersteller
- Welte-Wenu GmbH, Internationale Firmengruppe mit Sitz in Neu-Ulm, Hersteller von Gelenkwellen, Fluid- und Rohrbiegetechnik
- REINZ-Dichtungs-GmbH: Tochterunternehmen der Dana Incorporated, Hersteller von Dichtungen insbesondere für die Automobilindustrie.

### Rücklagen und Verschuldung
Aufgrund anhaltend hoher Einnahmen aus Gewerbe- und Einkommensteuer sowie einem Stau bei der Umsetzung von beschlossenen Bauprojekten hat Neu-Ulm finanzielle Rücklagen in Höhe von rund 60 Millionen Euro angehäuft, davon etwa 40 Millionen Euro zweckgebundene Mittel (Stand Ende 2018). Zugleich existiert eine Schuldenlast von rund 31,2 Millionen Euro (Stand Ende 2018), die kontinuierlich abgebaut werden kann.

## Schutzgebiete
Im Stadtgebiet liegt mit dem Naturwald Auwälder der unteren Iller ein Großschutzgebiet für Auwälder.

## Persönlichkeiten

### Ehrenbürger
Die Stadt hat folgenden Personen das Ehrenbürgerrecht verliehen (in Klammern am Ende des jeweiligen Eintrags: Tag und Jahr der Ernennung):
- Joseph von Kopp (* 15. November 1829; † 1. September 1911), Regierungspräsident im Kreis Schwaben und Neuburg 1887–1897 (1. Oktober 1897)
- Adolf Bauer (* 1832; † 20. März 1908), evangelischer Stadtpfarrer 1876–1908, Kirchenrat (9. Oktober 1905)
- Josef Kollmann (* 25. März 1855; † 21. März 1932), Bürgermeister 1885–1919, Königlicher Hofrat (20. Juni 1919)
- Hermann Köhl (* 15. April 1888; † 7. Oktober 1938), Flugpionier (25. August 1928)
- Franz Josef Nuißl (* 9. September 1877; † 28. August 1955), Bürgermeister 1919–1945, seit 1927 mit dem Titel Oberbürgermeister (9. September 1952)
- Dietrich Lang (* 23. September 1917; † 8. August 2007), Oberbürgermeister 1961–1977 (23. September 1977)
- Émile Tricon (* 14. April 1908; † 11. Januar 2000), Bürgermeister der Partnerstadt Bois-Colombes 1953–1986 (18. September 1981)
- Vernon A. Walters (* 3. Januar 1917; † 10. Februar 2002), Botschafter der USA in der Bundesrepublik Deutschland (17. Juni 1991)

### Söhne und Töchter der Stadt
- Ulrich Pohlhammer (1852–1926), württembergischer Regierungsbaumeister
- Eugen Robert Weiss (1863–1933), Kammersänger und Akademieprofessor
- Hermann von Lenz (1872–1959), Generalmajor und Soldatenbund-Funktionär
- Martin Scheible (1873–1954), Bildhauer, Mitglied der Münchner Sezession
- Franz von Stockhammern (1873–1930), Ministerialbeamter und Diplomat
- Adele Hartmann (1881–1937), Ärztin
- Ludwig Weickmann (1882–1961), Geophysiker und Meteorologe, erster Präsident des Deutschen Wetterdienstes
- Otto Renner (1883–1960), Botaniker
- Hans Molfenter (1884–1979), Maler
- Karl Heinle (1884–1956), Verwaltungsjurist und Landrat in Schwabmünchen
- Karl Kitzinger (1886–1962), General
- Franz Köhl (1886–1976), Hauptmann in der deutschen Kolonie Südwestafrika
- Karl Aloys Schenzinger (1886–1962), Schriftsteller
- Edwin Scharff (1887–1955), Bildhauer
- Hermann Köhl (1888–1938), Flugpionier
- Georg Köhl (1894–1975), Politiker, von 1948 bis 1964 Landrat des Landkreises Neu-Ulm
- Richard Liebermann (1900–1966), Porträt- und Landschaftsmaler
- Alexander Conrady (1903–1983), Generalmajor
- Edwin Schmidt (1904–1988), Lehrer und Heimatforscher
- Edelfried Seibold (1908–1944), römisch-katholischer Geistlicher, Benediktiner und Märtyrer
- Robert Wehgartner (1909–1974), Politiker, Vorsitzender der Bayernpartei (1963–1966)
- Otto Haxel (1909–1998), Atomphysiker
- Fritz Holle (1914–1998), Chirurg, Hochschullehrer in Würzburg und München
- Hans Bühler (1915–1974), Bildhauer
- Justus Herrenberger (1920–2014), Architekt und Hochschullehrer
- Werner Lindenmaier (1921–2005), Jurist
- Willi Habermann (1922–2001), schwäbischer Mundart-Dichter, in seiner Jugend im Freundeskreis der „Weißen Rose“ aktiv
- Helmut Schmid (1925–1992), Schauspieler und Regisseur
- Alfred Hans Zoller (1928–2006), Kirchenliedkomponist, Chorleiter und Organist
- Ulrich Linse (* 1939), Historiker
- Alfred Trautwein (1940–2019), Biophysiker und Hochschullehrer
- Magdalena Kopp (1948–2015), Terroristin der Revolutionäre Zellen
- Sibylle Tiedemann (* 1951), Regisseurin, Autorin und Filmproduzentin
- Dieter W. Feuerstein (* 1955), ehemaliger DDR-Spion für die Hauptverwaltung Aufklärung (HVA) der Staatssicherheit
- Gerold Noerenberg (* 1957), ehem. Oberbürgermeister der Stadt
- Harald Schmidt (* 1957), Schauspieler, Kabarettist und Moderator
- Joachim Lenk (* 1962), Journalist, Fotojournalist und Autor
- Roland Folz (* 1964), Manager
- Bernd Ulmann (* 1970), Informatiker, Mathematiker und Hochschullehrer
- Bine Brändle (* 1975), Designerin
- Martin Ansbacher (* 1976), Politiker (SPD), seit 2024 Oberbürgermeister von Ulm
- Christoph Schäfle (* 1976), Basketballspieler
- Timo Wenzel (* 1977), Fußballspieler
- Marco Langer (* 1980), Koch
- Anna Prohaska (* 1983), Sängerin
- Edwin Jackson (* 1983), Baseballspieler
- Urs Käufer (* 1984), Ruderer
- Stefan Hartmann (* 1990), Schauspieler
- Günay Güvenç (* 1991), Fußballspieler
- Julia Becker (* 1994), Fußballspielerin
- Lukas Klemenz (* 1995), Fußballspieler
- Romario Rösch (* 1999), Fußballspieler

### Weitere Persönlichkeiten
- Wilhelm Sick (1837–1899), Apotheker und erster Bürgermeister nach Einführung des Stadtrechts
- Clemens Högg (1880–1945), bayerischer Landtagsabgeordneter (SPD); Begründer der Arbeiterwohlfahrt in Neu-Ulm und Augsburg. Er starb kurz vor dem Ende des Zweiten Weltkriegs im Konzentrationslager Bergen-Belsen.
- Wilhelm Gundert (1880–1971), Japanologe, Übersetzer und Hochschulrektor
- Iwan Bahrjanyj, (1907–1963), ukrainischer Schriftsteller und Parteigründer, gestorben und beerdigt in Neu-Ulm
- Esther Bejarano (geb. Loewy, 1924–2021), deutsche jüdische Überlebende des KZ Auschwitz-Birkenau, lebte von 1938 bis 1939 mit ihren Eltern in Neu-Ulm.
- Beate Merk (* 1957), 1995–2003 Oberbürgermeisterin der Stadt Neu-Ulm (zweimal gewählt), von 2003 bis 2013 Bayerische Staatsministerin der Justiz, seit 2008 auch für Verbraucherschutz, seit 2013 Staatsministerin für Europaangelegenheiten, zudem seit September 2008 Abgeordnete (CSU) des Bayerischen Landtags.
- Jan Novák (1921–1984), tschechischer Komponist, gestorben in Neu-Ulm
- Susanne Schade (* 1967), Produktdesignerin in Neu-Ulm